# Deutscher Kaiser
Der Deutsche Kaiser war bis 1918 Staatsoberhaupt des 1871 gegründeten Deutschen Reiches. Das Amt übte der König von Preußen aus. Der Kaisertitel wurde gewählt, um dem jungen deutschen Nationalstaat in Anlehnung an das 1806 erloschene römisch-deutsche Kaisertum historischen Glanz zu verleihen. Es bestanden jedoch keinerlei rechtliche oder politische Gemeinsamkeiten mit der Wahlmonarchie des Heiligen Römischen Reiches.
Eine Restauration des Kaisertums wurde seit den napoleonischen Kriegen von national gesinnten Kreisen im Adel und Bürgertum gefordert. In Verbindung mit Volkssagen um den Stauferkaiser Friedrich Barbarossa wurde der deutsche Kaiser in Literatur, Theater und bildender Kunst als eine mythische Gestalt herbeigesehnt, die Deutschland vor „Fremdherrschaft“ retten, die Nation einen und zu neuer Größe führen sollte. Die Debatte um die Errichtung eines deutschen Kaisertums gewann 1849 an Dringlichkeit, als im Zuge der Paulskirchenversammlung der Versuch unternommen wurde, eine konstitutionelle Monarchie zu etablieren. Dieser Vorstoß scheiterte jedoch an der Ablehnung durch den preußischen König Friedrich Wilhelm IV., welcher eine parlamentarisch angebotene Kaiserkrone nicht tragen wollte.
Pläne zur Schaffung eines deutschen Kaiseramtes gewannen so erst wieder an Bedeutung, nachdem 1867 unter Führung der preußischen Monarchie der Norddeutsche Bund errichtet worden war und 1870/1871 die süddeutschen Staaten im Deutsch-Französischen Krieg an der Seite des norddeutschen Nachbarn kämpften. Die Rechte, welche der preußische König Wilhelm I. bereits als „Präsidium des Bundes“ oder „Bundespräsidium“ ausübte, wurden nun mit einem deutschen Kaisertitel zusammengeführt. Die präsidiale Bezeichnung wurde zwar beibehalten, trat in der Praxis jedoch völlig hinter der neu geschaffenen Kaiserbezeichnung zurück. Wilhelm, der verfassungsrechtlich seit dem 1. Januar 1871 Deutscher Kaiser war, nahm den Titel am 18. Januar 1871 im Schloss Versailles bei Paris durch eine Proklamation vor den Bundesfürsten und den Vertretern der Freien Städte sowie zahlreichen Militärs an, die ihn daraufhin zum „Kaiser Wilhelm“ ausriefen.

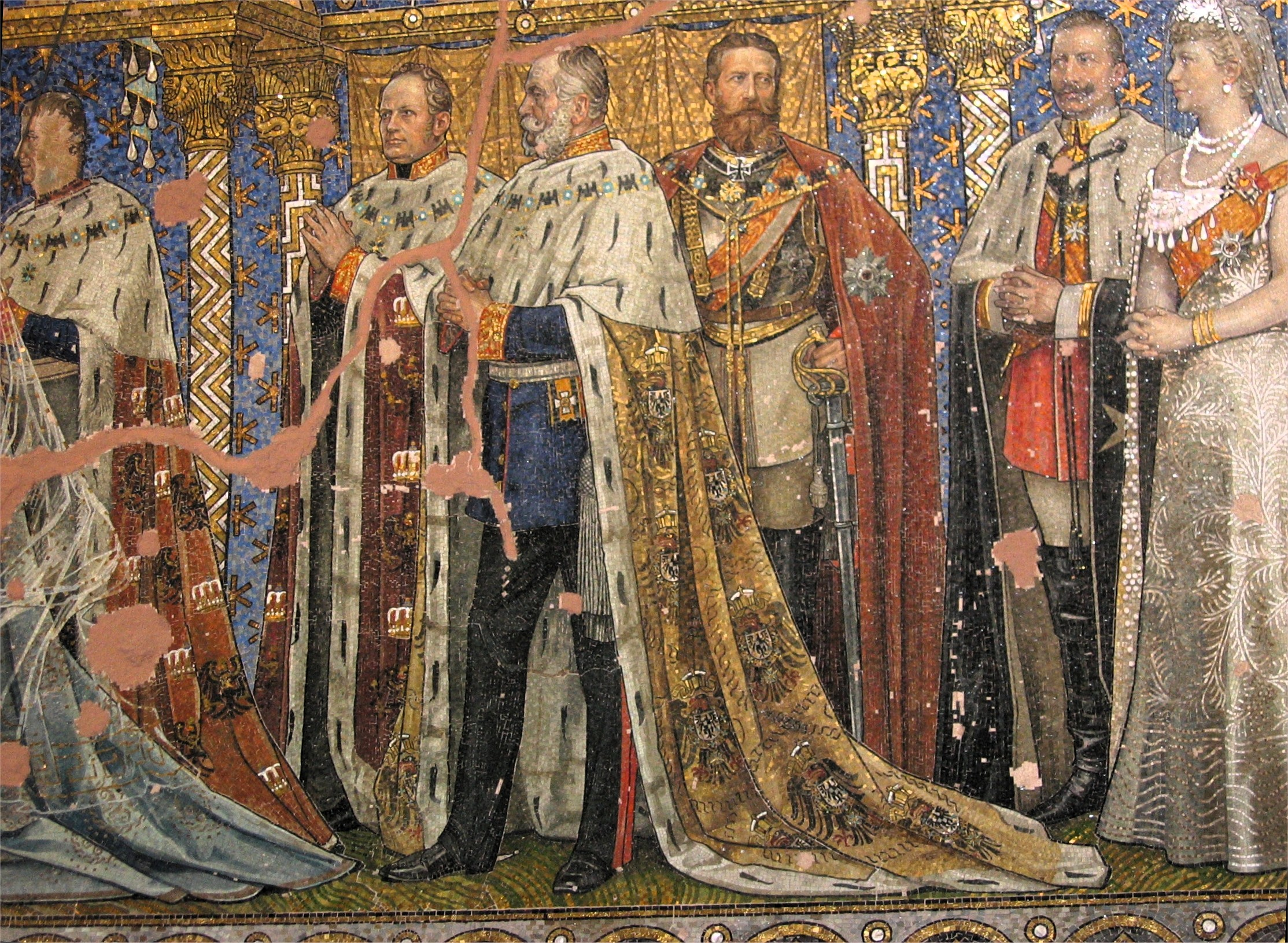
Wilhelm I. auf dem Wandmosaik der Kaiser-Wilhelm-Gedächtniskirche in Berlin, hinter ihm steht rechts sein Nachfolger Friedrich III. Ganz rechts im Vordergrund sind Wilhelm II. und dessen Gemahlin Auguste Victoria positioniert

Der Deutsche Kaiser war kein Alleinherrscher, auch wenn ein Amtsträger wie Wilhelm II. sich dies gern als „Persönliches Regiment“ vorstellte. Mit Blick auf die deutsche Regierung hatte der Kaiser seine Rolle im Rahmen der konstitutionellen Monarchie. Er ernannte den Bundeskanzler bzw. den Reichskanzler, den einzigen verantwortlichen Minister, die Exekutive. Allerdings wurden die meisten Amtshandlungen des Kaisers gemäß der Verfassung erst wirksam, nachdem der Reichskanzler sie gegengezeichnet hatte. In der Zeit des deutschen Kaiserreichs gab es drei Amtsträger, die der Hohenzollern-Dynastie entstammten: Wilhelm I., Friedrich III. und Wilhelm II. Das Kaisertum verlor bereits vor dem Ersten Weltkrieg in Teilen der Bevölkerung an Zustimmung. Dennoch mündeten erst die von dem US-Präsident Woodrow Wilson zur Vorbedingung für die Aufnahme von Waffenstillstandsverhandlungen gemachten Äußerungen in politischen Debatten über einen Thronverzicht Wilhelms II. Um günstigere Friedensbedingungen zu erwirken und einer Radikalisierung der inzwischen ausgebrochenen Novemberrevolution vorzubeugen, verkündete schließlich Reichskanzler Max von Baden am 9. November 1918 eigenmächtig die Abdankung des Kaisers und des Kronprinzen Wilhelm. Am folgenden Tag ging Wilhelm II. ins Exil in die Niederlande, formell verzichtete er erst am 28. November 1918 auf seine Titel und Rechte. Während der Weimarer Republik strebten monarchistische Gruppen und Politiker teils eine Rückkehr der Hohenzollern auf den Thron an und warben oft für ein „Volkskaisertum“, das sich auf eine völkisch-nationale Massenbewegung stützen und an der Seite eines „Führers“ stehen sollte. All diesen Plänen erteilten die nationalsozialistischen Machthaber spätestens ab 1933/1934 eine klare Absage.

## Bezeichnung und Verhältnis zum früheren Kaisertum des Heiligen Römischen Reiches
Staatsrechtlich entstand der Titel deutscher Kaiser erst mit der Deutschen Reichsgründung 1871. Die Kaiser des bis 1806 bestehenden Heiligen Römischen Reiches verstanden und bezeichneten sich als römische Kaiser, also als Erben der antiken Herrscher des Römischen Imperiums. Die Bezeichnung deutscher Kaiser wurde nur von fürstlichen Würdenträgern aus England, Frankreich und Reichsitalien genutzt und sollte den Kaisern die beanspruchte römisch-imperiale Stellung absprechen, die sie der Idee nach über alle anderen gekrönten Häupter erhob. Papst Gregor VII. nannte Heinrich IV. im späten 11. Jahrhundert lediglich „rex Teutonicorum“ – „König der Deutschen“. Der Papst wollte mit dieser Bezeichnung – so der Historiker Frank Rexroth – suggerieren, dass Heinrich „nur nördlich der Alpen etwas zu sagen habe, eben in einem Reich der Deutschen, das nur eines neben vielen anderen europäischen Königreichen war.“ Innerhalb des Heiligen Römischen Reiches war die Formulierung „Kaiser der Deutschen“ („Imperator Teutonicorum“) nicht üblich. Dies lag daran, dass das Kaisertum mit der biblischen Vier-Reiche-Lehre verknüpft wurde. Diesem Narrativ nach sollte es vor dem Weltenende nur vier Weltreiche geben: Babylon, Persien, Griechenland und das Römische Reich. Die Theorie der Translatio imperii (lateinisch für „Übertragung des Reichs“) besagte zudem, dass die römische Kaiserwürde unter Karl dem Großen auf die Franken und deren kaiserliche Nachfolger übergegangen sei.
Literarisch und bildlich wurde die Kaiserherrschaft der Hohenzollern im Deutschen Reich ab 1871 dennoch anachronistisch als Fortsetzung der Kaiserwürde des Heiligen Römischen Reiches konzipiert. Der Politikwissenschaftler Herfried Münkler führt dies auf das Bedürfnis zurück, „dem nüchternen Beamten- und Militärstaat Preußen etwas geschichtlichen Glanz zu verleihen“. Faktisch konnte die kleindeutsche Einheit unter Ausschluss Österreichs aber an kein historisches Vorbild anknüpfen. Das Kaisertum des Heiligen Römischen Reiches unterschied sich wesentlich von dem des Deutschen Reiches: Während die preußisch-deutsche Kaiserinstitution national codiert war, folgte die kaiserliche Herrschaft im Heiligen Römischen Reich einem universalen Anspruch, das heißt, sie strebte eine übergeordnete Autorität an, die das gesamte Christentum umfassen sollte. Die deutschen Kaiser gehörten der Hohenzollern-Dynastie an und waren Könige von Preußen. Im Heiligen Römischen Reich trugen dagegen zwischen 1440 und 1806 – von dem Wittelsbacher Karl VII. abgesehen – ausschließlich Habsburger die Kaiserkrone. Im Deutschen Reich existierte faktisch ein Erbkaisertum, das heißt, die Thronfolge war in männlicher Linie dynastisch geregelt. Im Heiligen Römischen Reich wählten hingegen die Kurfürsten den Kaiser. Im mittelalterlichen Reich erhob der Papst den König durch Salbung und Krönung zum Kaiser. Im Deutschen Kaiserreich war eine solche Zeremonie aufgrund der protestantischen Konfessionszugehörigkeit der Hohenzollern „undenkbar“ geworden. Nach Herfried Münkler wurde die Kaiserherrschaft folglich nicht mehr durch „die Weitergabe sakraler Legitimität [begründet], sondern [durch] de[n] Lohn“ erfolgreicher militärischer Waffengänge in den Einigungskriegen gegen Dänemark, Österreich und Frankreich.
Das Heilige Römische Reich war auch in territorialer Hinsicht ein andersartiges Gebilde als das Deutsche Kaiserreich. Es umfasste neben dem Gebiet des späteren Deutschlands zeitweise auch Regionen, die heute zu Belgien, den Niederlanden, Luxemburg, der Schweiz, Liechtenstein, Österreich, Tschechien, Slowenien, Norditalien, Frankreich und Polen gehören. Der Herrschaftsanspruch der Kaiser wurde seit dem 12. Jahrhundert mit ihrer Heiligkeit verknüpft und leitete daraus eine Oberhoheit über alle anderen Könige ab. Ein ähnlicher Hegemonialanspruch über andere Völker wurde im Deutschen Kaiserreich zunächst vermieden: Reichskanzler Otto von Bismarck sprach in dem Sinne von einer Saturiertheit, das heißt, das Deutsche Kaiserreich sollte als ein mit dem Status quo zufriedener und nicht gebietshungriger Staat erscheinen. In der Wilhelminischen Zeit stellte die Politik das Streben nach imperialistischer Weltgeltung jedoch in die Tradition der staufischen Kaiser des Heiligen Römischen Reiches. Die „angeblich weltbeherrschende, bis nach Süditalien und Sizilien ausgreifende Politik der staufischen Kaiser“, so der Historiker Frank-Lothar Kroll, wurde zur Rechtfertigung expansiver Ziele missbraucht. Wilhelm II. band auch Vorstellungen eines vermeintlichen Weltfriedenkaisertums an die staufische Dynastie zurück. Demnach hielt er sich gegenüber den Völkern der Welt für berechtigt, eine schiedsrichterähnliche Stellung auszuüben.

## Vorgeschichte

### Unter dem Eindruck der napoleonischen Kriege: Die Kaiseridee als „Rettung“ vor „Fremdherrschaft“

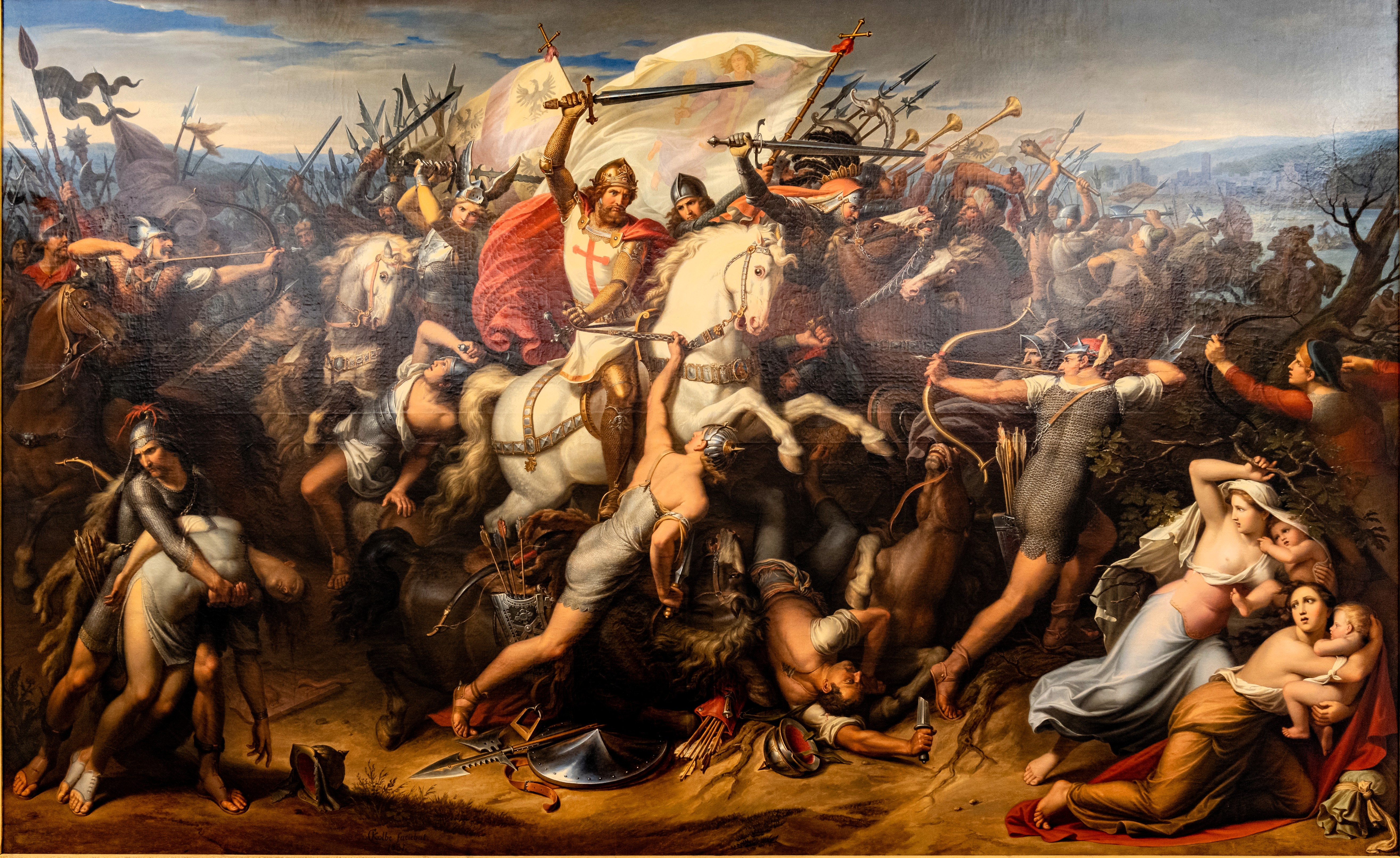
Das Historiengemälde „Ungarnschlacht“ von Karl Wilhelm Kolbe propagiert mit Abwandlungen den Gedanken des Freiherrn vom Stein zur alten „deutschen Kaiserherrlichkeit“. Otto I. – der spätere erste Kaiser des Heiligen Römischen Reiches (die zentrale Figur auf dem weißen Pferd) – befindet sich im Kampf mit den in sein Reich einfallenden „Ungarn“. Stein beabsichtigte ursprünglich, Ottos Gesichtszüge dem Konterfei Blüchers anzugleichen, einem preußischen General der „Befreiungskriege“ gegen das napoleonische Frankreich. Das Kaisertum wird in Analogie zu Steins eigener Zeit als ein potenzieller Retter der deutschen Nation verherrlicht. Exponat im Schloss Cappenberg, 1832 entstanden

Der Rückbezug auf ein weiter zurückreichendes „deutsches“ Kaisertum hatte seine Wurzeln in der politischen Situation Anfang des 19. Jahrhunderts: Der Untergang des Heiligen Römischen Reiches, die französische Vorherrschaft unter Napoleon und die zunehmend kritisierte deutsche Kleinstaaterei begünstigten den Wunsch nach einem nationale Einheit stiftenden Kaisertum.
Vor einem nationalen Hintergrund spielten im gesamten 19. Jahrhundert verschiedene Konzepte von Reich und Kaisertum eine zentrale Rolle. Einen Konsens über die ideale politische Form des deutschen Kaisertums gab es dabei nicht. Ein romantisches Konzept befürwortete eine Wiederanknüpfung an die Kaiserherrschaft des Heiligen Römischen Reiches. Demnach sollte der künftige Kaiser theokratisch legitimiert sein und eine Oberhoheit über mehrere Nationen ausüben. In dieser Tradition stand zunächst auch die Kyffhäusersage, wonach der mittelalterliche Stauferkaiser Friedrich I., genannt Barbarossa, wieder auferstehen werde, um erneut über sein Reich zu herrschen. Der Dichter Friedrich Rückert verhalf der „thüringischen Regionalsage“ zur Bekanntheit im gesamten deutschsprachigen Raum. Sein Gedicht Barbarossa von 1817 wurde in die Schulbücher aufgenommen. Die Sage wandelte sich zu einem Mythos, deren Kern das Versprechen einer künftigen nationalen Einheit war, die durch eine Erlöserfigur wiederhergerichtet werden würde.

Eine Restauration der 1806 verschwundenen „deutschen“ Kaiserherrschaft wurde Anfang des 19. Jahrhunderts auch von Persönlichkeiten wie dem Publizisten und Historiker Ernst Moritz Arndt, dem preußischen Staatsreformer Heinrich Friedrich Karl vom und zum Stein und dem Kulturphilosophen Friedrich Schlegel beworben. Der Freiherr vom Stein formulierte seine Vorstellungen von einem künftigen deutschen Kaisertum in einer Denkschrift an den Zaren. Nachdem Napoleon mit seinem Russlandfeldzug 1812 einen schweren militärischen Rückschlag erlitten hatte, machte sich Stein Gedanken über eine mögliche Neuordnung Deutschlands. Er sah nicht eine einfache Wiederherstellung des 1806 untergangenen Kaiserherrschaft vor, sondern befürwortete eine Anknüpfung an dessen mittelalterliche Form, die zwischen dem 10. und 13. Jahrhundert bestand. Die damalige deutsche Monarchie sei, wie Stein glaubte, noch von keinen revolutionären Erschütterungen deformiert worden. Er glaubte, dass das damalige Kaiserreich kulturell und machtpolitisch seinen europäischen Nachbarn überlegen gewesen sei. Stein folgte damit dem Trend der Mittelalterverklärung seiner Zeit. Ganz unrealistisch schien die Wiedererrichtung einer deutschen Kaiserwürde zu diesem Zeitpunkt nicht. Der russische Zar Alexander I., aber auch der preußische König Friedrich Wilhelm III., der Freiherr vom Stein und Staatskanzler Hardenberg stellten den Habsburgern eine deutsche Kaiserkrone in Aussicht. Das Angebot sollte das bisher neutrale Österreich zum Kriegseintritt an ihrer Seite gegen Napoleon motivieren. In dieser Situation appellierte der Dichter Max von Schenkendorf in dem Gedicht Die Deutschen an ihren Kaiser an einen „deutscher Kaiser“, militärisch einzugreifen: Er bezog sich damit auf den zaudernden österreichischen Kaiser Franz I., welcher 1806 die Krone des Heiligen Römischen Reiches niedergelegt hatte. Demnach sollte er nun zusammen mit „Volk und Völkern“ die Vorherrschaft Frankreichs beenden. Der Kaiser solle als Retter in Erscheinung treten und Vergeltung an Frankreich üben: 

„Deutscher Kaiser! deutscher Kaiser! 
Komm' zu rächen, komm' zu retten! 
Löse deiner Völker Ketten, 
Nimm den Kranz, dir zugedacht […]“

Nach dem Sieg über Frankreich zeigten jedoch die Großmächte Preußen und Österreich kein Interesse an einem deutschen Kaisertitel. Der Historiker Hans-Christof Kraus sieht hierfür mehrere Gründe: Erstens habe sich Preußen nicht „noch einmal einem habsburgischen Kaisertum“ unterordnen wollen. Zweitens sei für den österreichischen Kaiser „ein machtlose[r] Kaisertitel, der ihn in allerhand deutsche und europäische Händel hätte verwickeln können“, unattraktiv gewesen. Dass keine neue Kaiserwürde geschaffen wurde, sorgte in nationalen Kreisen für Empörung. Arndt beispielsweise vertrat die Ansicht, dass die föderale Organisation des 1815 gegründeten Deutschen Bundes Deutschland künftig wieder zum Kriegsschauplatz fremder Völker machen werde und dies nur durch die Autorität eines „deutschen Kaisers“ verhindert werden könne. Im vierten Teil seiner 1818 erschienenen Schrift Geist der Zeit schrieb er: „Ich kann nicht begreifen, wie die Deutsche Bundesversammlung den deutschen Kaiser ersetzen kann, wie ein Staat vieler Staaten bestehen kann ohne eine mächtige zwingende Gewalt.“ Arndt plädierte daher für die Einführung einer Verfassung mit „deutschem Kaiser“ als Reichsoberhaupt.

### Die Kaiseridee zwischen christlicher Universalmonarchie, liberaler Kritik und nationalen Machtstaatsutopien
Joseph Görres, der Herausgeber der einflussreichen Wochenzeitung Rheinländischer Merkur, meinte, dass künftige deutsche Kaiser wie ihre mittelalterlichen Vorgänger im Heiligen Römischen Reich dazu berufen seien, Schutzherren der europäischen Christenheit zu sein. Görres’ Vorstellungen nach sollte das den Habsburgern anvertraute Kaisertum zusammen mit dem Papsttum „die freie Genossenschaft der Völker“ anführen. Er glaubte, dass die Autorität eines deutschen Kaisers auch die alte deutsche Rivalität zwischen Preußen und Österreich überwinden werde. Der Schriftsteller Heinrich Heine sah die deutsche Kaisersehnsucht dagegen kritisch. In seinem satirischen Versepos Deutschland. Ein Wintermärchen von 1844 karikierte er die Kyffhäuser-Sage. Er ließ einen fiktiven Reisenden von dem Stauferkaiser, genannt Rotbart, träumen und dem Monarchen ausrichten: „Herr Rotbart (…) / Geh, leg dich schlafen, wir werden uns / Auch ohne dich erlösen […] Bedenk ich die Sache ganz genau, / So brauchen wir gar keine Kaiser.“

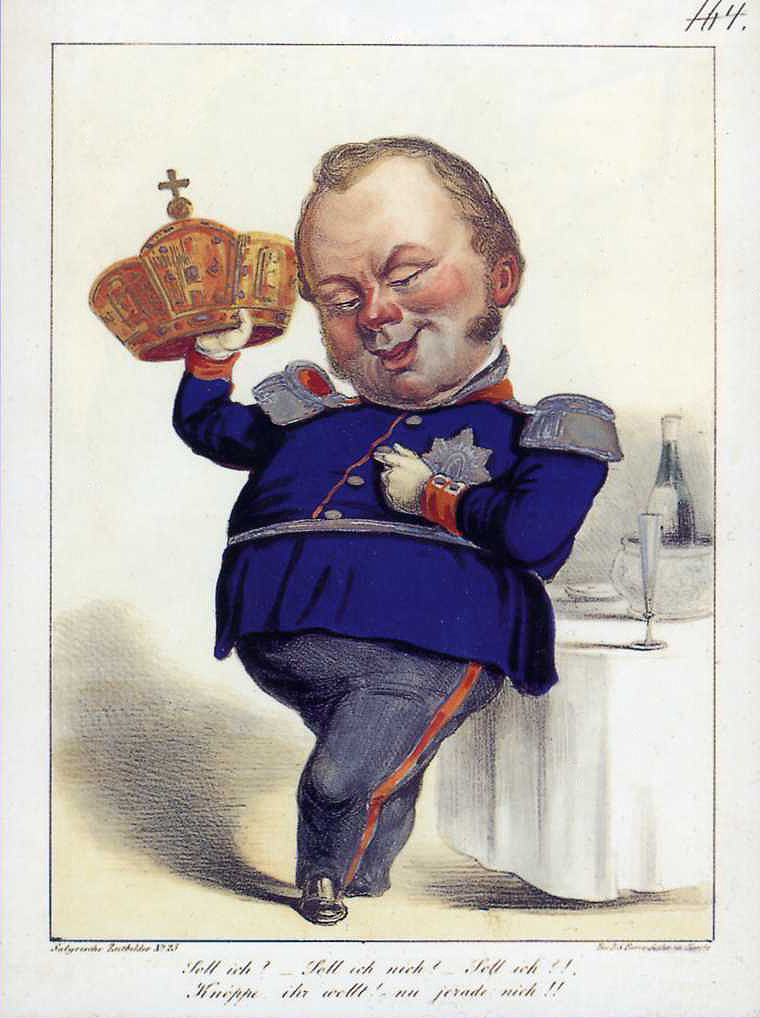
Zeitgenössischen Karikatur zur Ablehnung der Kaiserwürde 1849 (symbolisiert durch die Reichskrone): Der preußische König Friedrich Wilhelm IV. macht seine Entscheidung vom Abzählen seiner Uniformknöpfe abhängig: „Soll ich? – Soll ich nich? – Soll ich?! Knöppe, ihr wollt! nu jerade nich!!“

In den Revolutionen 1848/1849 erfuhr der Kaisergedanke teilweise eine Umdeutung. Das Kaisertum sollte demnach die Macht eines neuen geeinten deutschen Nationalstaates verkörpern und sicherstellen. Im Unterschied zur Reichsgründung 1871 sah die 1849 verabschiedete Paulskirchenverfassung für das Reichsoberhaupt nicht den Titel eines deutschen Kaisers, sondern noch eines Kaisers der Deutschen vor. Die Bezeichnung bezog sich damit dezidiert demokratisch auf das deutsche Volk und unterstrich eine Volkssouveränität. Der von der Frankfurter Nationalversammlung zum Kaiser gewählte preußische König Friedrich Wilhelm IV. lehnte die Würde mit dem Hinweis auf ihren revolutionären Ursprung ab. Gegenüber seinem diplomatischen Gesandten in London, Christian Carl von Bunsen, bekannte er schon vorab im Dezember 1848 brieflich: „Soll die tausendjährige Krone deutscher Nation, die 42 Jahre geruht hat, wieder einmal vergeben werden, so bin ich es und meinesgleichen, die sie vergeben werden“. Der König meinte damit, dass traditionell nur die deutschen Fürsten berechtigt seien, den Kaiser zu wählen. Friedrich Wilhelm IV. hob in dem Sinne auch hervor, dass die Annahme der Kaiserwürde einer Zustimmung durch die Habsburger bedürfe, Letztere hätten zuletzt die Kaiserkrone des Heiligen Römischen Reiches getragen. Nach Ansicht des Historikers Frank-Lothar Kroll präferierte der König in den nächsten Jahren „ein – nach spätmittelalterlichem Vorbild – erneuertes römisch-deutsches Kaisertum der Habsburger“, welches allerdings der preußischen Monarchie den Rang eines erblichen „Reichserzfeldherrn“ zugestehen sollte.
Solche romantisierenden Pläne gerieten jedoch in die Kritik, da infolge der Revolution von 1848/1849 erstmals die Frage akut wurde, wie ein zu gründender deutscher Nationalstaat konkret aussehen sollte. Es war seither vor allem umstritten, ob die Habsburgermonarchie mit ihren nichtdeutschen Territorien im großdeutschen Sinne einem deutschen Nationalstaat angehören sollte. Nationalliberale Anhänger der kleindeutschen Lösung befürworteten einen Ausschluss Österreichs und eine Einigung unter der Führung eines künftigen evangelischen Kaisertums beziehungsweise Preußens. Diese Vorstellung stand in einem scharfen Gegensatz zu der Idee einer katholischen und transnationalen Universalmonarchie der Habsburger. Die Positionen beider Lager artikulierten sich ab 1859 in dem sogenannten Sybel-Ficker-Streit. Der Historiker Heinrich von Sybel argumentierte, dass die über Deutschland hinausgreifende imperiale Italienpolitik der römisch-deutschen Kaiser im Mittelalter ein historischer Fehler gewesen sei. Er meinte, dass die gegen Päpste und italienische Städte aufgewendeten nationalen Kräfte verschwendet worden seien, daran sei schließlich eine Nationalstaatsgründung und der Aufbau eines mächtigen deutschen Reiches nördlich der Alpen gescheitert. In Preußen blieb Sybels Deutung nicht ohne Folgen: Vor allem Politiker, Schriftsteller und Wissenschaftler, darunter Johann Gustav Droysen und Heinrich von Treitschke, argumentierten gegen die mögliche Errichtung eines deutschen Kaisertums. Sybel warb noch 1867 für einen „germanischen Königstitel“: Das Kaisertum war seiner Ansicht nach ungeeignet, da es eigentlich romanischen Ursprungs sei, in der Geschichte des Heiligen Römischen Reiches nur deutsche Niederlagen hervorgebracht habe und in einer Tradition zu Napoleon stehe. Trotzdem blieb die Bezugnahme auf die mittelalterlichen Kaiser relevant: Der Verweis auf deren Ostsiedlungspolitik sollte beispielsweise eine neu zu forcierende deutsche Vorherrschaft in Ostmitteleuropa rechtfertigen. Außerdem schien ein erneuertes deutsches Kaiserreich den Zeitgenossen geeignet, um an die außenpolitische Tradition des Heiligen Römischen Reiches anzuknüpfen, etwa in der Verteidigerrolle vor der heidnischen „Türkengefahr“, der zaristischen Autokratie und den hegemonialen Ambitionen Frankreichs.

### Schaffung des Titels während des Deutsch-Französischen Krieges
Etwa zwei Jahrzehnte nach der Ablehnung der Kaiserkrone durch Friedrich Wilhelm IV., während des Deutsch-Französischen Krieges 1870, bestanden bei der Errichtung eines deutschen Kaisertums andere politische Konstellationen. Seit 1867 existierte mit dem Norddeutschen Bund nördlich der Mainlinie ein Bundesstaat unter preußischer Führung. Nicht gewählte Parlamentsabgeordnete wie 1849, sondern fürstliche Regierungen handelten nun einen Beitritt der süddeutschen Staaten zum Norddeutschen Bund aus.

#### Verhandlungen mit den süddeutschen Staaten

Norddeutscher Bund (1867–1870), mit Preußen (blau), rot umrandet. Grün umrandet Bayern mit der bayerischen Pfalz, gelb umrandet Württemberg, braun umrandet Baden und dunkelbraun umrandet Hessen-Darmstadt.

Die preußische Führung plante, König Wilhelm I. zum Oberhaupt eines deutschen Nationalstaates zu erheben. Dabei rechnete sie damit, dass die süddeutschen Fürsten eher bereit seien, einen deutschen Kaiser als einen preußischen König anzuerkennen. Erstens knüpfte der Kaisertitel an die Tradition des Heiligen Römischen Reiches an und zweitens konnte Wilhelm I. nur als Kaiser einen Rang über den Königen von Bayern, Württemberg und Sachsen einnehmen. Der Kaisertitel versprach insbesondere Ressentiments abzufedern: Schließlich galt der Süden des ehemaligen Heiligen Römischen Reiches als traditionell kaisernah. Die Region wurde von den staufischen und später habsburgischen Kaisern dominiert. In Nordostdeutschland, insbesondere am preußischen Hof und im nationalliberalen Lager wurde das künftige Kaisertum dagegen als ein neuartiges Konstrukt wahrgenommen, das keine Bezüge zur kaiserlichen Herrscherwürde des Heiligen Römischen Reiches betonen sollte.
Die langandauernden Verhandlungen des Bundeskanzlers Otto von Bismarck mit den süddeutschen Regierungen hatten schließlich Erfolg, auch wenn er einige Zugeständnisse machen musste. In den Novemberverträgen verpflichteten sich die süddeutschen Staaten, einem Deutschen Bund (so die offizielle Bezeichnung) beizutreten. Im Gegenzug behielten sie ihre Selbstverwaltung im Post-, Telegraphen- und Bahnwesen. Der bayerische König blieb in Friedenszeiten Oberbefehlshaber der Armee seines Landes. Für eine zügige Erhebung Wilhelms zum deutschen Kaiser gab es auch einen innenpolitischen Grund: Die preußische Regierung war an einer Etatbewilligung durch den Reichstag des Norddeutschen Bundes interessiert. Wilhelms Rangaufwertung versprach die notwendige Unterstützung im Parlament sicherzustellen.
Im November 1870 gelang es Bismarck auch, dem bayerischen König, Ludwig II., das Zugeständnis abzuringen, Wilhelm I. brieflich um die Annahme einer Kaiserwürde zu bitten. Dieser sogenannte Kaiserbrief war von Bismarck vorformuliert und empfahl „die Wiederherstellung eines deutschen Reiches und der deutschen Kaiserwürde“. Die schon in der Verfassung des Norddeutschen Bundes angelegten präsidialen Rechte sollten nun mit einem Kaisertitel zusammengeführt werden.

#### Vom Bundespräsidium zum Kaisertitel und Fortbestehen des präsidialen Amtes

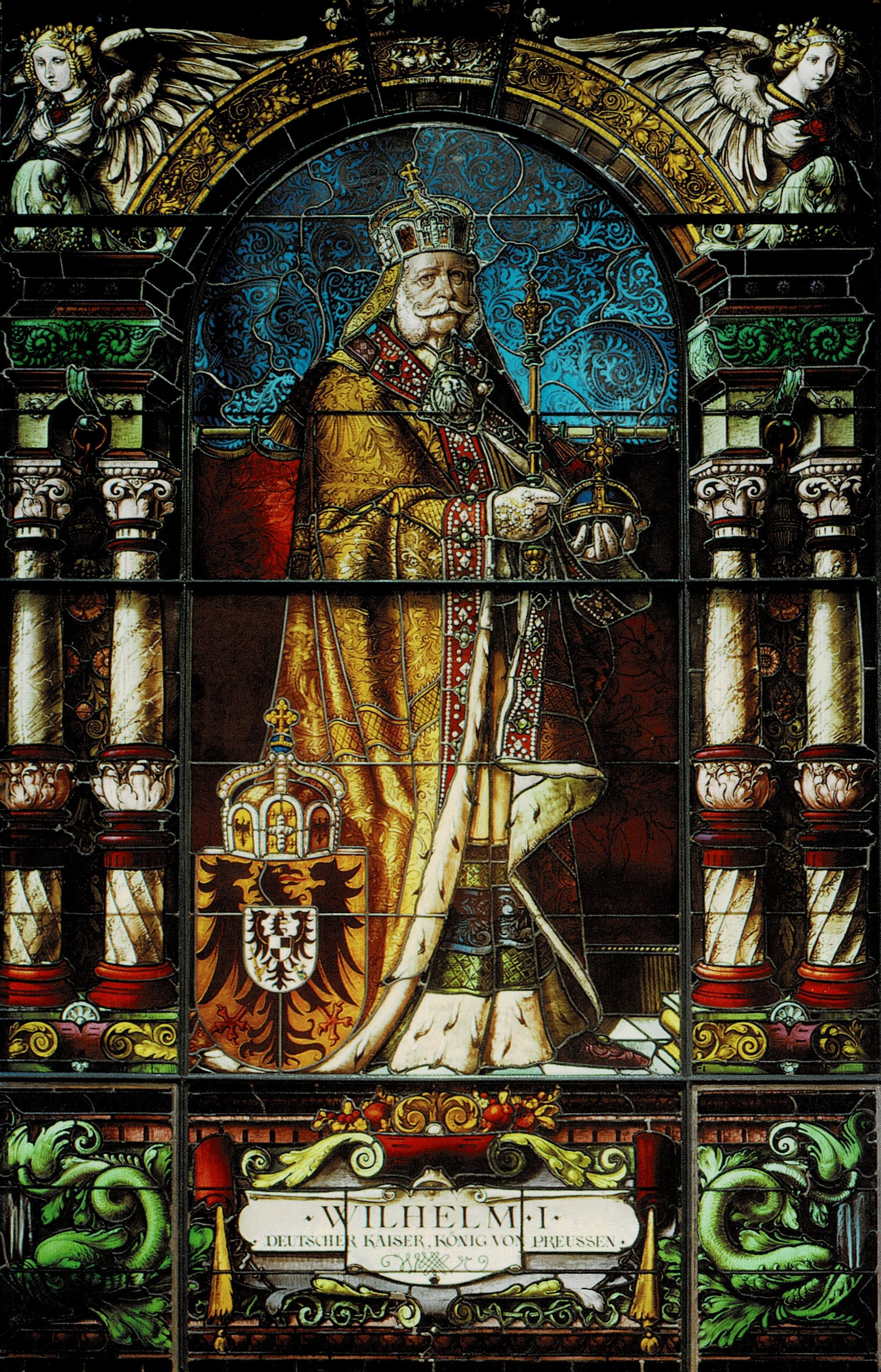
Kaiser Wilhelm I. im Ornat eines römisch-deutschen Kaisers, Wappensaal des Kieler Schlosses, 1888 entstanden, Künstler unbekannt

Wilhelm I. fungierte als Bundespräsidium des Norddeutschen Bundes. Die national denkende Öffentlichkeit sah in dieser Amtsbezeichnung eine unpassende sprachliche Anlehnung an den 1866 aufgelösten Deutschen Bund, dem sie laut dem Historiker Eckart Conze eine „nationale Schwäche“ und „partikularstaatliche Zersplitterung“ zuschrieben. Das Kaisertum schien dagegen aus Sicht der Zeitgenossen geeigneter für die Repräsentation eines mächtigen deutschen Nationalstaates zu sein.
König Wilhelm I. gedachte zwar, als Reichsmonarch an die Spitze des deutschen Nationalstaates zu treten, haderte aber mit einem möglichen Kaisertitel. Dieser Würde wollte er erst zustimmen, wenn sie ihm von allen deutschen Fürsten angetragen würde. So empörte sich der Monarch zunächst über den Kaiserbrief. Erst nachdem er in einem Telegramm erfahren hatte, dass die deutschen Fürsten insgesamt eine solche Rangerhöhung befürworteten, konnte mit den Vorbereitungen für eine Kaiserproklamation begonnen werden. Wilhelms Widerstreben hatte auch damit zu tun, dass er in der Kaiserwürde eine Nähe zu den wenig traditionellen Kaiserreichen vermutete. Das zweite napoleonische und österreichische Kaiserreich waren erst 1852 beziehungsweise 1804 entstanden. Der preußische Thronfolger Friedrich Wilhelm versuchte dem König daraufhin einzureden, eine „über tausend Jahre alte, seit dem Jahr 1806 durch die Abdankung des Kaisers Franz nur ruhende Kaiser- und Königskrone von Deutschland“ anzunehmen.
Am 10. Dezember 1870 stimmte der Reichstag für den Vorschlag, in der neuen Verfassung statt des Begriffes Präsidium des Bundes den Titel Deutscher Kaiser einzuführen. Der Deutsche Bund wurde in dem gleichen Akt zum späteren „Deutschen Reich“ erklärt. Die Verfassung trat aber erst am 1. Januar 1871 in Kraft. Seither gab es verfassungsrechtlich einen „Deutschen Kaiser“. Das Bundespräsidium erhielt in Artikel 11 zusätzlich diesen Titel. In der Verfassung des Deutschen Reiches vom 16. April 1871 kam die neue Bezeichnung an die meisten Stellen, die noch vom „Bundespräsidium“ bzw. „Bundesfeldherrn“ gesprochen hatten. Die präsidiale Bezeichnung kennzeichnete zugleich die föderal abgeschwächte Rolle des Kaisers. Das Amt wurde ausdrücklich nicht als das eines „Reichsoberhauptes“ verstanden, sondern eines Mitsouveräns. Die kaiserliche Position beruhte demnach auf einer „innerhalb des Bundesorgans“, weshalb der Kaiser unter den Bundesfürsten lediglich die Stellung eines „Primus inter pares“ – also des Ersten unter Gleichen – innehatte. Manche Historiker bezeichnen den Kaiser daher auch als Präsidium des Bundesrates. Diese Stellung war verfassungsrechtlich ein Problem, wie der Rechtshistoriker Paul Laband ausdrückte: Der deutsche Kaiser könne „nicht Beamter sein wie der Präsident einer Republik, weil er Mitsouverän ist, und er kann nicht Monarch sein, weil er nicht alleiniger Souverän ist.“ Aus Sicht der meisten Staatsrechtler führte das „Präsidium des Bundesrats“ allerdings nicht der Kaiser, sondern der Reichskanzler als Vorsitzender des Bundesrates, so unter anderem die Interpretation des Juristen Hugo Preuß.

## Einrichtung des Kaisertitels und seine Stellung

### Verfassungsrechtliche Stellung seit 1871

Das Kaisertum (oben links) als Verfassungselement

Der deutsche Kaiser war ein konstitutioneller Monarch und das Staatsoberhaupt des Deutschen Reiches. Er war jedoch nur ein wichtiges Staatsorgan neben drei weiteren: dem Bundesrat, dem Reichstag als nationalem Parlament und dem Reichskanzler. Das Kaiseramt war gemäß Artikel 11 der Reichsverfassung mit dem des Königs von Preußen verbunden. Auf diese Weise sollte im offenen Widerspruch zum föderalen Prinzip eine preußische Vorherrschaft in Deutschland sichergestellt werden. Die Kaiser verfügten über weitreichende exekutive Vorrechte. Nach Artikel 53 und 63 hatte der Kaiser den Oberbefehl über Armee und Marine inne. Er konnte gemäß Artikel 15 den Reichskanzler ernennen und entlassen, wodurch er den Regierungskurs vorgeben konnte. Zusammen mit dem Bundesrat entschied er nach Artikel 11 über Kriegserklärungen und Friedensschlüsse. Seine Macht war jedoch nicht unumschränkt. So war er laut Artikel 17 beim Erlass von Verordnungen und Verfügungen auf die Gegenzeichnung des Reichskanzlers angewiesen. Zu den legislativen Befugnissen des Kaisers gehörte nach Artikel 12 die Einberufung oder Auflösung von Bundesrat und Reichstag. Für eine Schließung des Reichstages benötigte der Kaiser gemäß Artikel 24 die Zustimmung des Bundesrates.
Der Kaiser gab Gesetze öffentlich bekannt und sollte in letzter Instanz für deren Umsetzung sorgen. Außerdem durfte er gemäß Artikel 68 regional einen Ausnahmezustand ausrufen. Verfassungsrechtlich nicht geregelt war, mit wem sich der Kaiser beriet. Während Kaiser Wilhelm I. sich hauptsächlich mit Reichskanzler Otto von Bismarck abstimmte, vertraute Wilhelm II. eher auf Berater aus seinem persönlichen Umfeld. Die Reichsverfassung sagte auch nichts über eine Vererbung des Kaiseramtes aus. Es blieb offen, was im Falle einer Regentschaft oder Abdankung geschehen sollte. Faktisch galten daher nach dem preußischen Staatsrecht die Bestimmungen der preußischen Verfassung, welche für das preußische Herrscherhaus eine dynastische Erbfolge vorschrieb. Wie andere Verfassungen der Zeit nannte die preußische den Monarchen in Artikel 43 ausdrücklich „unverletzlich“. Die preußischen Regelungen galten entsprechend für den Kaiser, so dass er nicht vor ein Strafgericht gestellt werden konnte. Der Reichskanzler übernahm die politische Verantwortung mit Blick auf das Parlament. Das Reichsheer und die Kaiserliche Marine standen zu aller Zeit, Frieden wie auch Krieg, unter dem Befehl des Kaisers; teilweise ausgenommen hiervon war die bayerische Armee, die gemäß der Militärkonvention vom November 1870 in Friedenszeiten unter dem Oberbefehl des Königs von Bayern stand (vgl. Reservatrechte (Deutsches Kaiserreich)). Für Kommandoakte galt die Ministerverantwortlichkeit bzw. Gegenzeichnungspflicht nicht, da der Kaiser dafür in seiner Eigenschaft als Oberbefehlshaber agierte.
Weder die Bundesverfassung noch die Reichsverfassung kannten einen Verfassungseid des Präsidiums bzw. später des Kaisers. Dennoch legten Friedrich III. und Wilhelm II. freiwillig jeweils ein Reichsverfassungsgelöbnis vor dem Reichstag ab. Einen Eid kannten sie aus der preußischen Verfassung. In Preußen hätte die Verweigerung des Eides eine schwere Krise ausgelöst, denn der König hätte dann seine königlichen Rechte nicht ausüben können. Er wäre dennoch König gewesen und folglich Inhaber des Bundespräsidiums. Die Bindungen aus der Bundesverfassung galten für den Kaiser aber bereits durch Annahme des Amtes, nicht erst durch eine Eidesleistung.

### Handlungen und höfische Repräsentation

#### Symbolische Annahme der Kaiserwürde in Versailles und Anspruch auf die Reichskleinodien

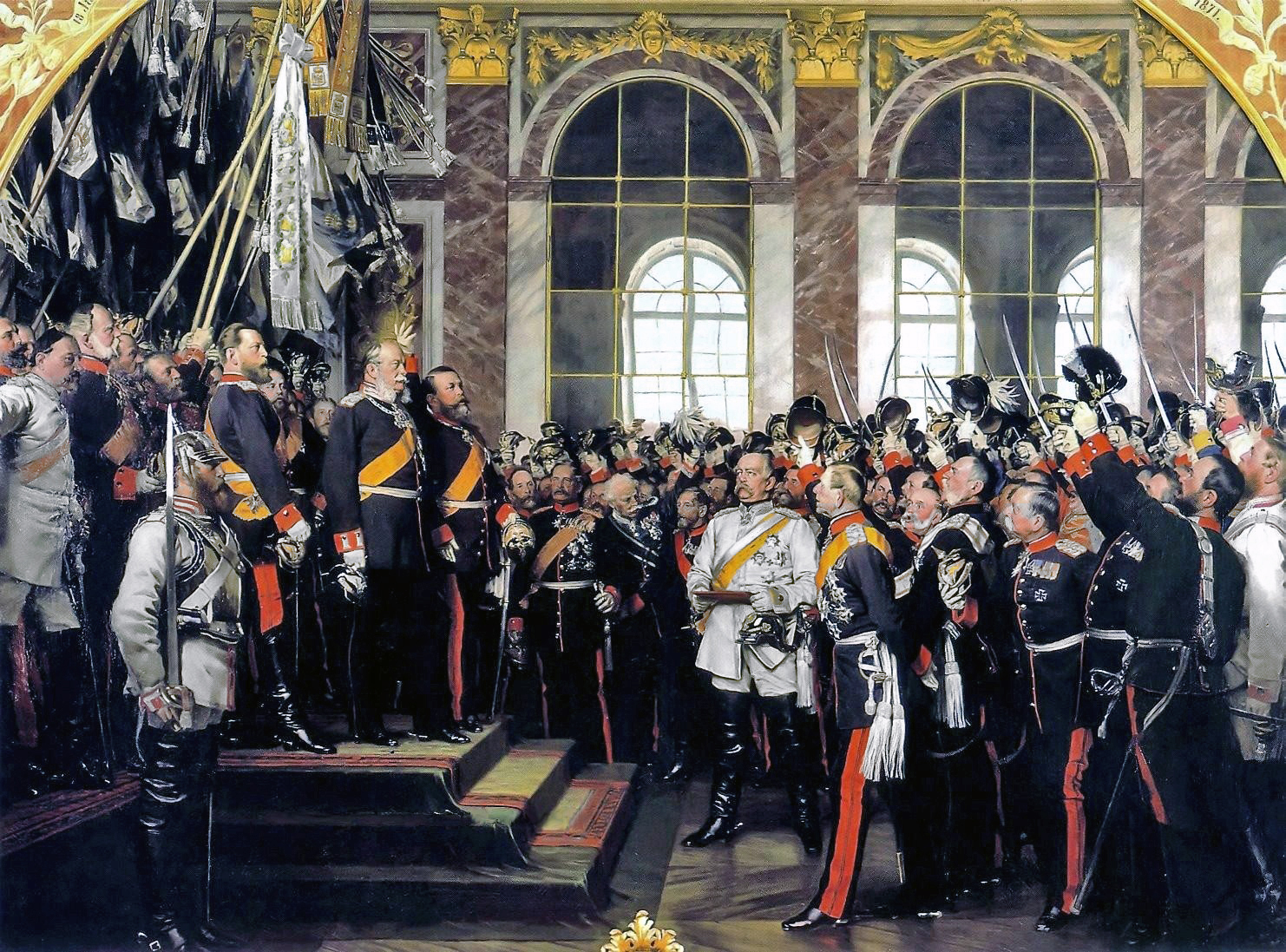
Dritte Fassung des Gemäldes Die Proklamierung des deutschen Kaiserreiches (18. Januar 1871) von Anton von Werner, 1885

Zunächst gab es Überlegungen, die symbolische Annahme einer deutschen Kaiserwürde mit einer Krönung zu begehen, ähnlich wie die Kaiser des Heiligen Römischen Reiches. Städte wie Berlin, Frankfurt und Aachen warben darum, die feierliche Zeremonie auszutragen. Das Vorhaben wurde kontrovers diskutiert. So meinte der sozialdemokratische Politiker Wilhelm Liebknecht polemisch, der Gendarmenmarkt in Berlin sei die geeignete Kulisse einer Krönung, „denn dieses Kaisertum kann in der Tat nur durch Gendarmen aufrecht erhalten werden“. Er spielte damit auf die kriegerische Einigung durch Blut und Eisen an. Statt einer sakralen Herrscherweihe fand am 18. Januar 1871 eine Proklamation, also eine Ausrufung zum Kaiser durch Fürsten, Militärs und Vertreter der Freien Städte statt. Die Zeremonie wurde noch während des Deutsch-Französisch Krieges im Spiegelsaal von Schloss Versailles bei Paris vollzogen.
Umstritten ist, welche Rolle die Verantwortlichen der Wahl dieses Ortes beimaßen. Laut dem Kunsthistoriker Neil MacGregor symbolisierte der Spiegelsaal die bisherige europäische Vorherrschaft Frankreichs, welche im 17. Jahrhundert auch auf Kosten des römisch-deutschen Kaisertums errungen worden sei. Den Spiegelsaal zierten unter anderem Gemälde, welche die Eroberung des Elsass unter der Führung des Sonnenkönigs in den 1680er Jahren darstellen. Die Gebietsabtretung wurde in den deutschnationalen Kreisen des 19. Jahrhunderts als historisches Unrecht empfunden und durch die Bildung des späteren Reichslandes Elsaß-Lothringen wieder rückgängig gemacht. Die Zeremonie in Versailles sollte demnach die vermeintlich alte von Frankreich zerstörte Dominanz des kaiserlichen Deutschlands wiederherstellen und vor allem ein Racheakt für den durch Napoleon verschuldeten Untergang des Heiligen Römischen Reiches sein. Wilhelm I. selbst erklärte in diesem Sinne offiziell, die „seit mehr denn sechzig Jahren ruhende deutsche Kaiserwürde zu erneuern und zu übernehmen“. Der Historiker Eberhard Kolb widerspricht dieser Lesart. Das Kaisertum wurde seiner Einschätzung nach lediglich in Versailles proklamiert, da Paris noch belagert wurde und der Spiegelsaal der einzige Raum vor Ort gewesen sei, der während der Zeremonie eine genügend große Anzahl an Teilnehmenden aufnehmen konnte.

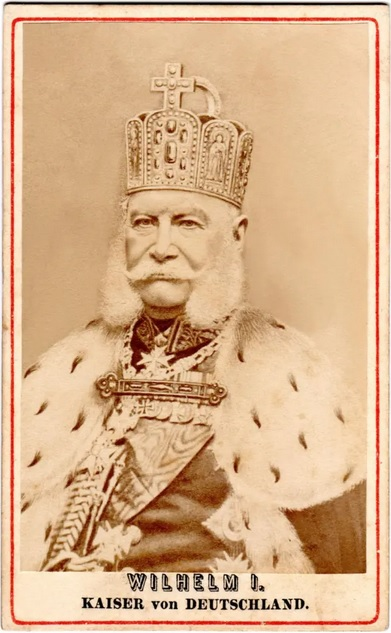
Postkartenmotiv im Krönungsornat mit der Titulatur „Wilhelm I. Kaiser von Deutschland“ (1871)

Wilhelm I. erkannte den Umstand, dass er qua Verfassung rechtlich schon seit dem 1. Januar 1871 deutscher Kaiser war, nicht an. Den Tag der Kaiserproklamation setzte er bewusst auf den 18. Januar 1871 fest. Der Termin genau 170 Jahre nach der Königskrönung Friedrichs I. sollte die Reichsgründung als weitere Aufwertung der preußischen Hohenzollerndynastie erscheinen lassen. Eine Delegation des Reichstages, die Wilhelm am 16. Dezember 1870 um Annahme des Kaisertitels bat, ließ er zwei Tage warten. Auf diese Weise wollte er den Eindruck einer demokratischen Begründung seiner Kaiserherrschaft vermeiden.
Wilhelms Rangerhöhung zum deutschen Kaiser ging ein Streit zwischen ihm und Bismarck voraus. Wilhelm verlangte zum Kaiser von Deutschland proklamiert zu werden. Der Titel sollte seinen künftigen Herrschaftsanspruch auch in den nicht-preußischen Bundesstaaten bekräftigen. Bismarck fürchtete, dass ein solches Signal die deutsche Einheit noch gefährden würde. Die bayerische Kammer der Abgeordneten hatte einem Beitritt zu dem deutschen Nationalstaat noch nicht zugestimmt. Darüber hinaus wollte Bismarck keine Widerstände durch die Könige von Württemberg und Bayern provozieren. Nur mit der Einwilligung in zahlreiche Sonderrechte war es ihm überhaupt gelungen, die starken süddeutschen Vorbehalte gegen ein von Preußen geführtes Deutschland abzuschwächen. Bismarck plädierte daher für den Titel Deutscher Kaiser. Wilhelm wollte davon jedoch nichts wissen. Noch am 17. Januar 1871, einen Tag vor der Kaiserausrufung, brach er die Vorplanung des symbolischen Aktes ab. Der Großherzog von Baden rief ihn schließlich im Schloss Versailles bei Paris als Kaiser Wilhelm aus und umging so die ungelöste Frage, ob Wilhelm als deutscher Kaiser oder Kaiser von Deutschland dem Reich vorstand.

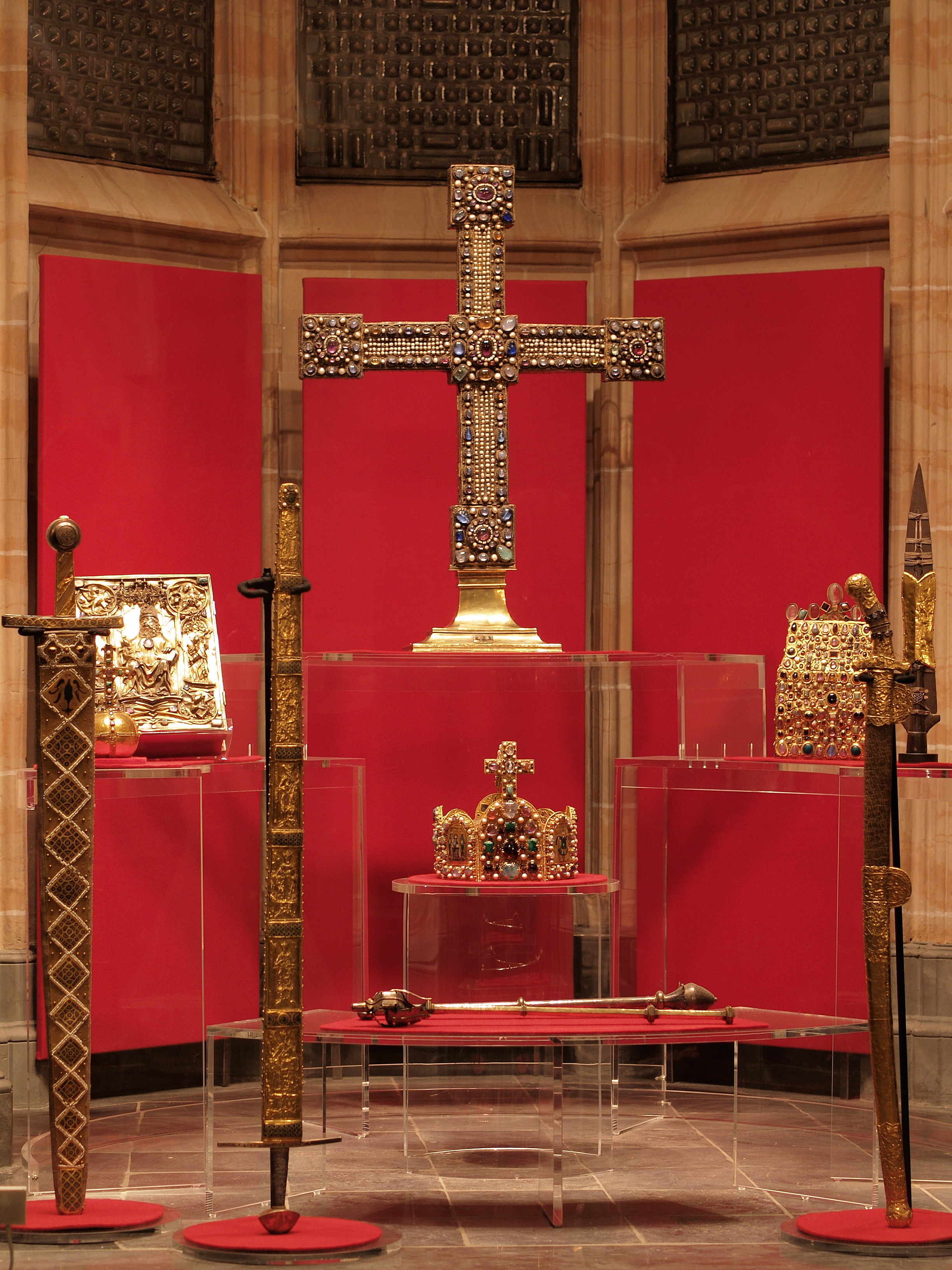
Ausstellung der Nachbildungen einiger kaiserlicher Reichsinsignien im Aachener Rathaus, darunter die Replika der Reichskrone, von dem Goldschmied Paul Beumers geschaffen

Wilhelm selbst stufte die Angelegenheit als bloße „Titelaffaire“ ein. Gleichwohl schätzte er seinen kaiserlichen Titel wenig. So teilte er seiner Frau Augusta in einem Brief mit, dass es ihm Qualen bereite, „den preußischen Titel verdrängt zu sehen“. Der Historiker Christoph Nonn vermutet hinter solchen Äußerungen berechtigte Befürchtungen des Kaisers. Der sich vor allem mit Preußen identifizierende Wilhelm habe vorausgesehen, dass sein Königreich langfristig in Deutschland aufgehen würde. Wilhelm wollte so zunächst auch den preußischen Königstitel dem deutschen Kaisertitel vorangestellt sehen, verstand aber, dass dadurch Süddeutschland verärgert worden wäre. Zudem sprach gegen einen Titel „Kaiser von Deutschland“, dass der verfassungsmäßige Name des nationalen Gesamtstaates „Deutsches Reich“ und nicht „Deutschland“ war. Eine eigene deutsche Kaiserkrone wurde nie angefertigt. Der spätere Kaiser Friedrich III. ließ zwar in Wien anfragen, ob die Reichskleinodien den Hohenzollern überlassen werden könnten. Die Österreicher lehnten das Ansinnen jedoch ab. Obwohl sich Österreich-Ungarn und das Deutsche Kaiserreich außenpolitisch in den nächsten Jahrzehnten weiter annäherten, blieb besonders die Reichskrone ein Zankapfel zwischen den Habsburgern und Hohenzollern. Beide Kaiserdynastien sahen ihr Herrscherhaus als einzig legitime Erben des römisch-deutschen Reiches an. Auch für eine vorgesehene Ausstellung zu den mittelalterlichen Krönungen in Aachen wollte Wien die Kaiserkrone daher nicht zur Verfügung stellen. So ließ Kaiser Wilhelm II. während des Ersten Weltkrieges eine originalgetreue Kopie der Krone in Auftrag geben.

#### Hofstaat, Reichstageröffnungen und Kaisergeburtage

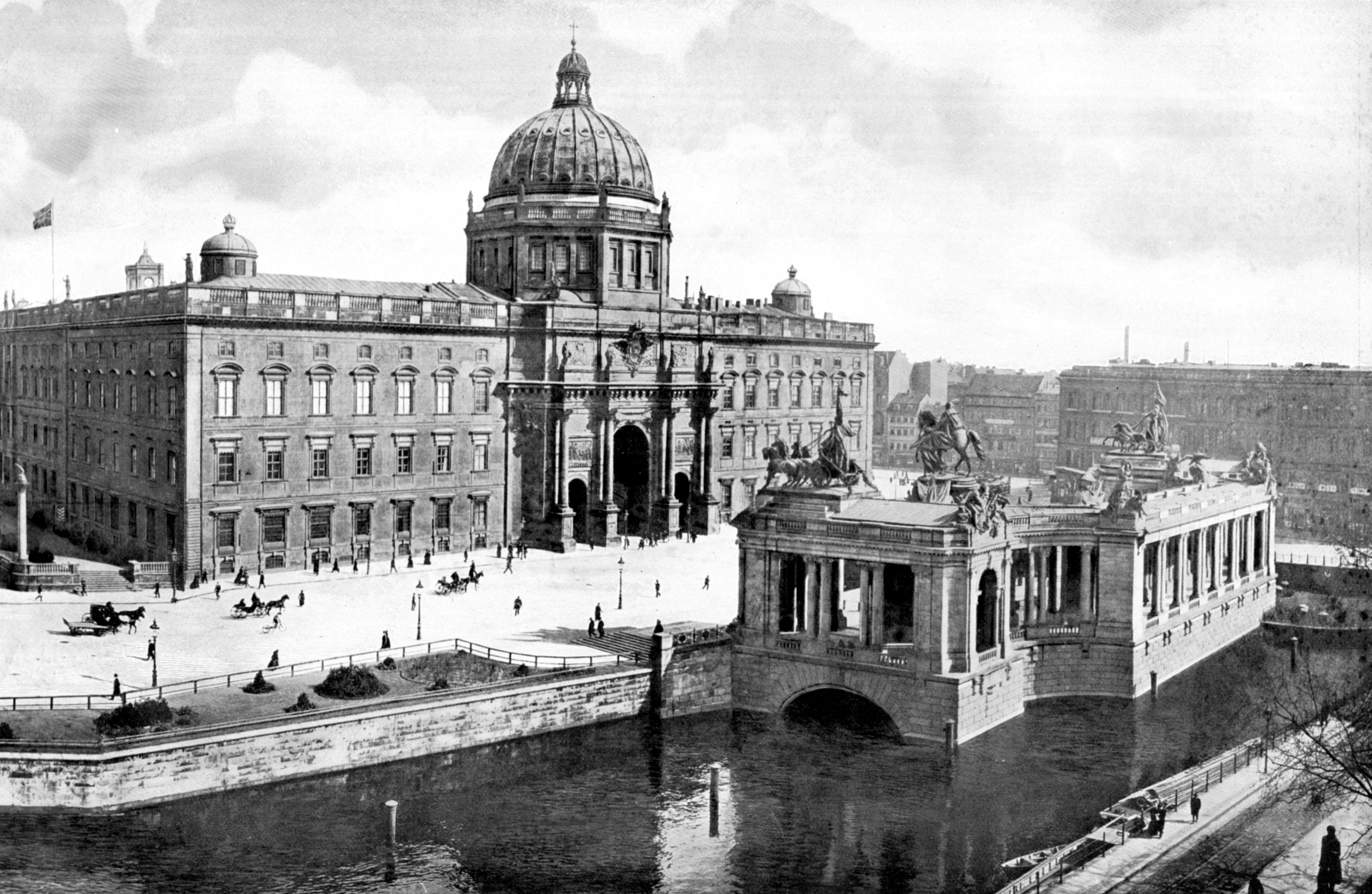
Berliner Schloss, Hauptresidenz des Deutschen Kaisers bis 1918

Uneinigkeit besteht in der Forschung über die kaiserlich-imperiale Umformung des Hofstaates. Laut dem Historiker Wolfgang Neugebauer sei der Hof unter Wilhelm I. noch eine königlich-preußische Institution geblieben. Das traditionelle Zeremoniell sei bis 1888 weitgehend beibehalten und die Hofhaltung ausschließlich aus preußischen Mitteln finanziert worden. Demgegenüber betont Martin Kohlrausch, dass „die vermeintliche wilhelminische Änderungswut [...] zu großen Teilen auf einer optischen Täuschung“ beruhe. Abgesehen von einer intensivierten Reiserepräsentation und der Etablierung weiterer Höfe jenseits von Berlin und Potsdam habe Wilhelm II. wenig Veränderungen des Hofes herbeigeführt. Unter Wilhelm I. seien bereits „eine ganze Reihe von Maßnahmen“ in Reaktion auf die Reichsgründung initiiert worden. Vor allem wurde der Zugang zum Hof noch strikter reglementiert. Eine 1878 eingeführte Hofrangliste sah 62 Rangstufen vor. Dies war nur noch mit dem russischen Hofprotokoll vergleichbar. Unter Wilhelm II. konnten nicht-adlige Industrielle und Bankiers zwar mit dem Kaiser in einen direkten persönlichen Kontakt treten, blieben von der Hofgesellschaft aber weiterhin ausgeschlossen. Das Berliner Schloss blieb der offizielle Zentralort des Hofes. Im dortigen Weißen Saal eröffneten die Kaiser den Reichstag und veranstalteten größere Bälle. Neben der formalen Hauptresidenz gab es noch mehrere weitere Residenzen. Wilhelm I. beispielsweise bevorzugte zwischen Herbst und Frühjahr das Alte Palais in Berlin und verbrachte Frühjahr und Sommer meist in Schloss Babelsberg bei Potsdam. Es folgten Kurbesuche in Bad Ems, Bad Gastein und Baden-Baden. Wilhelm II. residierte im Berliner Schloss, schuf sich und seiner Familie aber auch zahlreiche „Ersatzhöfe“ zur Erholung und zum privaten Rückzug, etwa im Neuen Palais bei Potsdam, in Bad Homburg und Wilhelmshöhe bei Kassel.

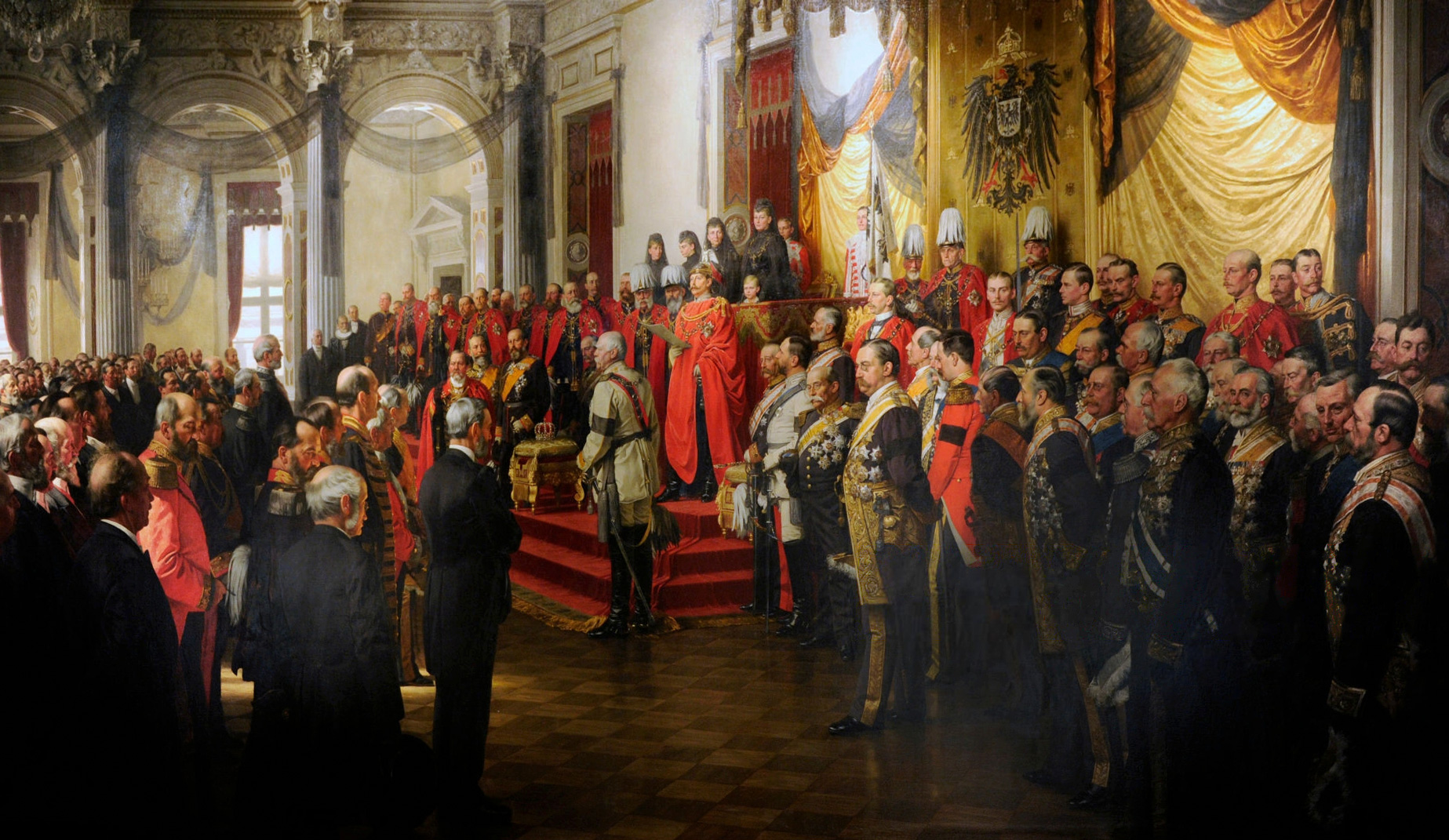
Eröffnung des Reichstages 1888 im Weißen Saal des Berliner Schlosses, Gemälde Anton von Werners

Für die Reichstagseröffnungen lud der Kaiser die gewählten Parlamentsvertreter ins Berliner Schloss ein. Der Akt symbolisierte dadurch den Vorrang der Krone vor den Volksvertretern. Auch das Zeremoniell wurde von dem stets in Uniform erscheinenden preußischen Hof dominiert. Dieses öffentliche Auftreten erregte zeitgenössisch teils große Kritik, sodass die Abgeordneten der SPD und Linksliberale sowie während des Kulturkampfes auch Vertreter der Zentrumspartei unter Protest fernblieben. Anders war es in Großbritannien: Dort begab und begibt sich der König ins Oberhaus zu den Abgeordneten. Er tritt als „King in Parliament“ auf. Den deutschen Kaisern war dies nicht möglich, da sie – wie der Rechtswissenschaftler Christoph Schönberger meint – „die verfassungsmäßige Beschränkung ihrer Macht“ nur „widerwillig akzeptierten“. Ein Problem blieb, dass während der Reichstagseröffnungen nur die preußischen Herrschaftsinsignien präsentiert werden konnten und so keine gesamtdeutsche Repräsentation gelang. Wilhelm I. ließ daher 1871 den mittelalterlichen Thron aus der Goslarer Kaiserpfalz aufstellen. Wilhelm II. ordnete später für die Reichstagseröffnungen eigens die Verwendung eines Thronbaldachins an, der mit Symbolen der Reichskrone verziert war. Eine wichtige symbolische Rolle spielten im öffentlichen Leben die Kaisergeburtstage. Begangen wurden sie unter Wilhelm I. am 22. März und unter Wilhelm II. am 27. Januar. Laut Monika Wienfort entwickelten sie eine wachsende Integrationskraft, da sie zunehmend Volksfestcharakter angenommen hätten. Andere Autoren bezweifeln dies unter Hinweis auf die allgemeine Zurückhaltung der Katholiken, die mangelnde Integration der Arbeiter und die Verweigerung oder das Hinauszögern öffentlicher Unterstützung der Feierlichkeiten in Regionen wie Bayern und Hamburg.

## Weitere Entwicklung und Amtsträger
Trotz einer bis 1918 fast unverändert gültig bleibenden Reichsverfassung schwankte die Machtstellung des deutschen Kaisers stark. Der Reichskanzler war immer dann besonders auf eine Stützung durch den Kaiser angewiesen, wenn Mehrheiten im Reichstag gegen seine Politik opponierten. Dies schwächte Bismarck beispielsweise in den Jahren von 1881 bis 1886 sowie 1890. Stand der Reichstag dagegen mehrheitlich auf der Seite des Reichskanzlers, musste dieser weniger Rücksicht auf den Kaiser nehmen. Außerdem erweiterte eine generelle Zentralisierung des Regierungssystems faktisch die legislativen und exekutiven Befugnisse des Kaiseramtes. Verfassungsrechtlich war beispielsweise im Bereich des Verordnungsrechtes eigentlich vor allem der Bundesrat zuständig. Machte ein Gesetz keine Angaben, welche Staatsinstitution die Ausführung eines Gesetzes erlassen durfte, oblag daher formal dem Bundesrat diese Aufgabe. Noch in den 1870er und 1880er Jahren verlieh die Gesetzgebung jedoch anstelle des Bundesrates dem Kaiser neue Verordnungsbefugnisse. Dahinter stand die Überlegung, dass der Reichsmonarch schneller in der Lage sein würde, Entscheidungen zu treffen, was wiederum die Handlungsfähigkeit des Staates bei unklar formulierten Gesetzesbeschlüssen steigern sollte. Auch die Historikerin Elisabeth Fehrenbach kommt zu dem Ergebnis, dass der Kaiser nach und nach „als Gebietsherr über Reichsbesitz und [koloniale] Schutzgebiete Herrschaftsrechte erhielt, welche über die Präsidialbefugnisse der Verfassung hinausgingen“. Kompetenzerweiternd wirkte sich auch aus, dass die über den Reichskanzler vom Kaiser abhängige „Reichsleitung“ ihren politischen Einfluss ausbauen konnte.
Die reale Macht des deutschen Kaisers hing allerdings auch von dem politischen Selbstverständnis und Geschick der Träger ab. In der Geschichte des Kaiserreiches gab es insgesamt drei deutsche Kaiser:
| Bild | Nr. | Name (Lebensdaten)         | Dynastie          | Beginn der Amtszeit                                                                  | Ende der Amtszeit                                                  | Herrschaftsdauer                         | Grund des Regierungsendes |
| ---- | --- | -------------------------- | ----------------- | ------------------------------------------------------------------------------------ | ------------------------------------------------------------------ | ---------------------------------------- | ------------------------- |
|      | 01  | Wilhelm I. (1797–1888)     | Haus Hohenzollern | 1 verfassungsrechtlich seit dem 1.1.1871; Titelannahme per Proklamation am 18.1.1871 | 09.03.1888                                                         | 17 Jahre, 2 Monate und 9 Tage            | Ableben im Dreikaiserjahr |
|      | 02  | Friedrich III. (1831–1888) | Haus Hohenzollern | 09.03.1888                                                                           | 15.06.1888                                                         | 3 Monate und 7 Tage                      | Ableben im Dreikaiserjahr |
|      | 03  | Wilhelm II. (1859–1941)    | Haus Hohenzollern | 15.06.1888                                                                           | Faktische Absetzung am 9.11.1918; formelle Abdankung am 28.11.1918 | 30 Regierungsjahre, 4 Monate und 24 Tage | Novemberrevolution        |

### Wilhelm I. (1871–1888)
Wilhelm I. war bereits seit 1858 Regent für seinen erkrankten Bruder und seit 1861 preußischer König. Seit dem 1. Juli 1867 war er Inhaber des Bundespräsidiums, seit dem 1. Januar 1871 zugleich Kaiser. Wilhelm I. blieb laut Christopher Clark „im Grunde bis zu seinem Tod […] preußischer König“. Erst Wilhelm II., sein Enkel, habe sich als nationaler Monarch inszeniert. Dieser Bewertung widerspricht Frederik Frank Sterkenburgh. Er argumentiert, dass der damalige deutsche Nationalismus sich stark auf dynastisch-föderale Traditionen stützte. Da sich in Wilhelms Verständnis die deutsche Nation aus der Summe ihrer Gliedstaaten und einzelnen fürstlichen Repräsentanten zusammengesetzt habe, sei es für ihn kein Widerspruch gewesen, sowohl als Verkörperung Preußens als auch Deutschlands aufzutreten. Daher hält Sterkenburgh die Interpretation von Wilhelm als „Erzpreuße“, den das nationale Modell überfordert habe, für eine nachträgliche Fehldeutung aus den 1890er Jahren. Nach Einschätzung von Jan Markert war sich Wilhelm „des politischen Gewichts seiner neuen gesamtdeutschen Stellung bewusst“. Obwohl er qua Reichsverfassung unter den deutschen Bundesfürsten formal nur als Erster unter Gleichen vorgesehen war, sei er faktisch in die „Rolle eines Reichsmonarchen“ geschlüpft. Der erste deutsche Kaiser starb am 9. März 1888 mit 90 Jahren.

### Friedrich III. (1888)
Sein Sohn Friedrich III. wurde mit dem Tod seines Vaters neuer preußischer König und deutscher Kaiser. Der 57-Jährige war jedoch todkrank: Seit seiner Jugend ein starker Raucher, war im Vorjahr bei ihm Kehlkopfkrebs diagnostiziert worden. Noch kurz vor seinem Herrschaftsantritt wurde ein Luftröhrenschnitt vorgenommen. Die Operation bannte die akute Gefahr des Erstickens, nahm dem Monarchen aber seine Stimme. Friedrich III. erhielt daher im Volksmund den Beinamen „stiller Kaiser“. Es war abzusehen, dass seine Herrschaft nur ein kurzes Intermezzo sein würde. Nichtsdestoweniger plante er mehrere Reformen: Er wollte die föderalen Beschränkungen der Regierung und des Reichstages überwinden und weigerte sich zunächst auch, die Sozialistengesetze zu verlängern. Letzteres veranlasste Reichskanzler Bismarck dazu, mit Rücktritt zu drohen, woraufhin sich der Kaiser fügte. Friedrich III. beanspruchte zwar Vetorechte für sein Amt. Nach Einschätzung des Historikers Oliver Haardt war er jedoch in einer ähnlich schwachen Position wie ein Präsident, „der am Ende seiner Amtszeit steht und nicht zur Wiederwahl antreten darf oder will.“ Friedrich III. starb nach nur 99 Tagen im Amt, sodass das Jahr 1888 als Dreikaiserjahr in die deutsche Geschichte einging. Mit dem frühen Tod des Kaisers verband sich im historiographischen Rückblick „die These von der verpassten liberalen Ausgestaltung des Kaiserreiches“. Dieser Lesart nach war es fatal, dass Friedrichs Sohn, der nunmehrige Wilhelm II., früh den Thron bestieg und auf diese Weise eine Parlamentarisierung des Deutschen Reiches verhindert worden sei. Mittlerweile gilt diese Sichtweise jedoch als widerlegt. Der Historiker Frank Lorenz Müller zeigte, dass Friedrich III. und Wilhelm II. politisch und persönlich nahe beieinander lagen.

### Wilhelm II. (1888–1918)
Nach der Entlassung Bismarcks strebte Wilhelm II. in den 1890er Jahren ein „persönliches Regiment“ an. Er machte intensiv von seinem Recht Gebrauch, das staatliche und militärische Führungspersonal zu ernennen. Außerdem förderte er die Ausbildung des Sozialstaates, aber auch der Repression gegen die Sozialdemokratie. Der Flottenbau und eine imperialistische „Weltpolitik“ wurden forciert, innenpolitische Reformen blockiert. Seit der Jahrhundertwende gingen die kaiserlichen Initiativen in der Innenpolitik zurück. Die Daily-Telegraph-Affäre 1908 schwächte die außenpolitische Autorität des Kaisers. Eine leitende Rolle spielten nun verstärkt die Reichskanzler Bernhard von Bülow und Theobald von Bethmann Hollweg. Im Ersten Weltkrieg übte faktisch die Oberste Heeresleitung die Regierungsgewalt aus. Kennzeichnend für die Politik Wilhelms II. waren, wie Haardt zusammenfasst, seine „unvorhersehbaren Eingriffe in die Regierungspolitik, seine martialischen Reden, seine offene Verachtung des Parlamentarismus im Allgemeinen und der Sozialdemokratie im Speziellen, sein hypernationalistisches, oft aggressives und ungeschicktes Verhalten anderen Großmächten gegenüber und seine unverhohlene Bevorzugung alles Militärischen vor der Zivilgewalt“. Christopher Clark bilanziert, dass die historische Rolle Wilhelms II. „weniger in der Durchsetzung eines autokratischen Willens“ bestand, sondern „in dem chronischen Versagen der Führung“. Der Kaiser sei derart sprunghaft gewesen, dass er kein „eigenes konzises politisches Programm“ verfolgte. Auch Hans-Ulrich Wehler kommt zu dem Ergebnis, dass Wilhelm II. Deutschland in eine „permanente Staatskrise führte“, da er außerstande gewesen sei, die „Polykratie rivalisierender Machtzentren“ zu überwinden. Monika Wienfort zufolge fehlte es Wilhelm schon an Ausdauer, sich in Regierungsakten einzuarbeiten. Die wachsende „Bedeutung eines immer umfangreicher werdenden Staatsapparats und die Komplexität der Regierungsarbeit“ habe die Mitwirkung des Kaisers reduziert. Sie bescheinigt dem Kaiser jedoch, zumindest auf Personalentscheidungen bei hohen Staatsämtern und in der Kirchenpolitik habe er Einfluss gehabt. Auch sei er befähigt gewesen, „die Atmosphäre bei bilateralen Treffen maßgeblich [zu] prägen“. Für den in den Ersten Weltkrieg mündenden außenpolitische Kurs sei aber weniger er als vielmehr Reichskanzler und Reichstag verantwortlich gewesen, die allzu sehr der Stimmung der Öffentlichkeit und der militärischen Führung gefolgt seien. John C. G. Röhl attestiert Wilhelm II. dagegen ein „monarchisches Regime [geschaffen zu haben], in dem der Kaiser und sein Hof und nicht mehr der Reichskanzler und seine Leute die politische Macht […] innehatten“. Das von Wilhelm installierte Beraterumfeld trage folglich die Schuld daran, dass das Deutsche Reich „über die Weltmachtpolitik und den Schlachtflottenbau in [… eine] innenpolitische Krise und außenpolitische Isolation“ geriet. Der Kurs des Kaisers habe damit wesentlich zur Katastrophe des Ersten Weltkrieges beigetragen.

## Kaisermythos während des Deutschen Kaiserreiches

### Anlehnung an das hochmittelalterliche Kaisertum und Denkmalbau

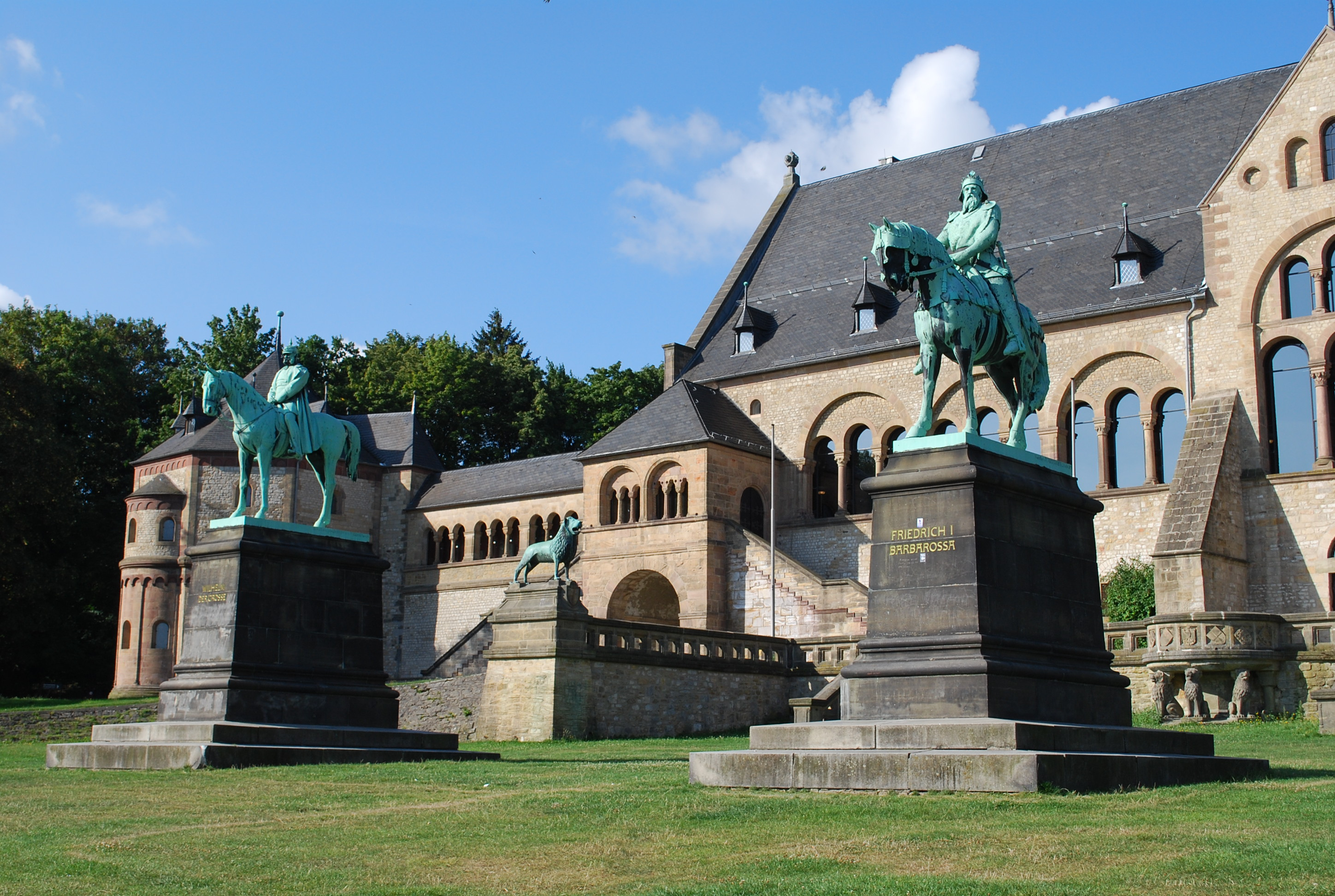
Reiterstandbilder von Wilhelm I. (links) und der Stauferkaiser Friedrich I. (rechts) auf dem Vorplatz der Kaiserpfalz Goslar

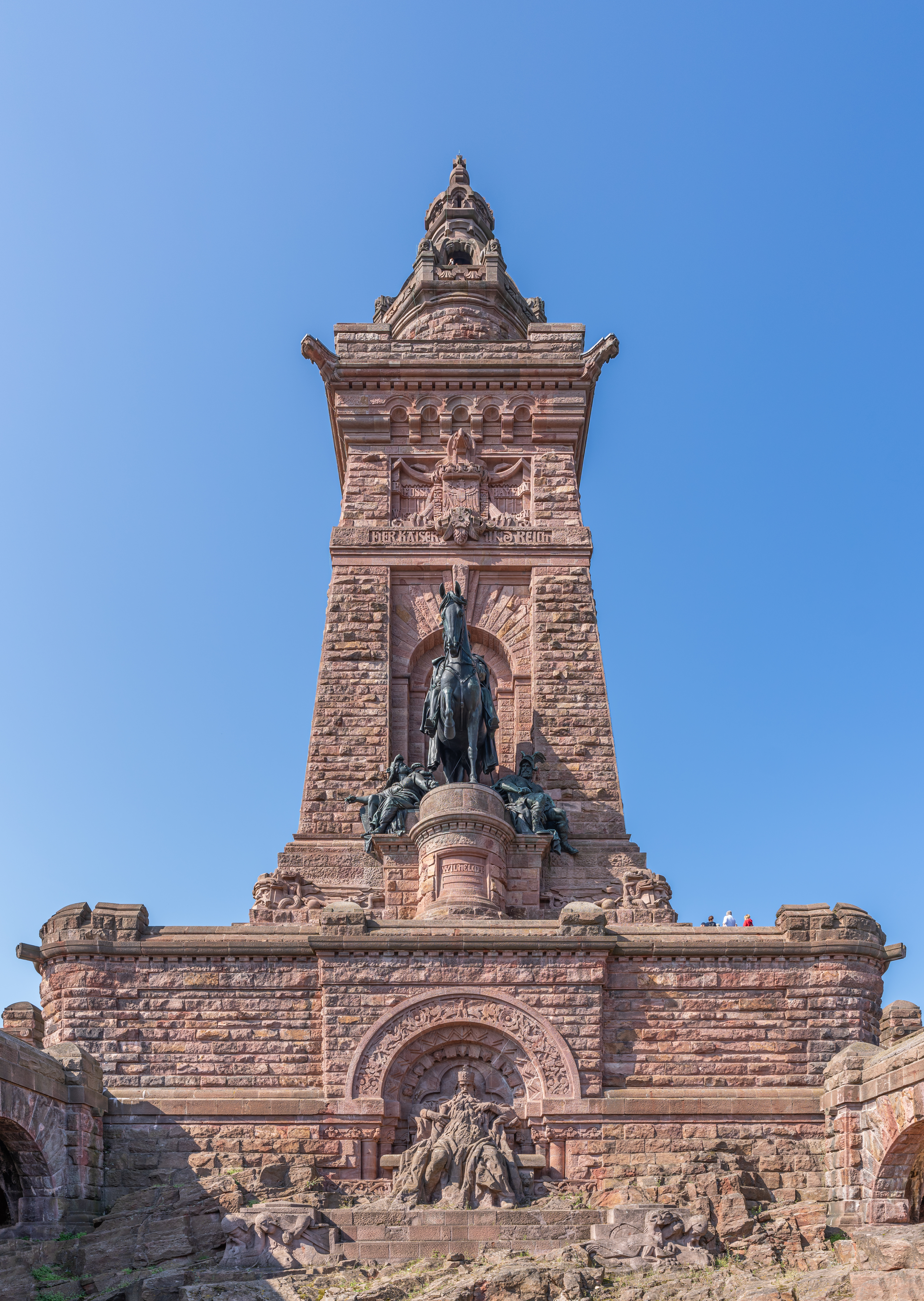
Der Turm des Kyffhäuserdenkmals: unten die sitzende Darstellung des Stauferkaisers Friedrich I. (Barbarossa), oben der reitende Wilhelm I.

Großer Wert wurde seit 1871 auf eine angebliche „Wiedergeburt“ des hochmittelalterlichen Kaisertums der Ottonen, Salier und Staufer gelegt. Schriftsteller, Historiker und Künstler werteten die spätmittelalterliche Zeit der habsburgischen Kaiser hingegen als Phase des Niedergangs ab. Oftmals wurde der erste deutsche Kaiser, Wilhelm I., zu einem neuen Barbarossa stilisiert. Die Erinnerung an den Stauferkaiser habe, wie Siegfried Weichlein einschätzt, auch „die Misere der Gegenwart“ überspielen sollen. Schließlich erschütterten Kulturkampf und Sozialistengesetze das Deutsche Reich innenpolitisch. Gerade „der Kampf gegen den Papst“ machte, wie Rudolf Speth betont, Barbarossa „zum Vorläufer Luthers und zum Ahnherrn des evangelischen Kaisertums“. In diesem Sinne äußerte sich Bismarck auf dem Höhepunkt des Kulturkampfes in einem bekannt gewordenen Ausspruch vor dem Reichstag. Seine Versicherung „Nach Canossa gehen wir nicht“ spielte auf den Bußgang von König Heinrich IV. im Jahr 1077 an, der vor Papst Gregor VII. niedergekniet war, um von der päpstlichen Exkommunikation losgesprochen zu werden.
Das Kaiserhaus selbst nahm Einfluss auf historische Narrative, indem es Denkmäler und Bilder in den Dienst seiner Selbstdarstellung stellte. Eine besondere Rolle spielte dabei die Verherrlichung der deutschen Einigungskriege und früherer preußischer Waffenerfolge. Der Kunsthistoriker Matthias Eberle führt diese visuelle Inszenierung darauf zurück, dass die Hohenzollern im Vergleich zu anderen Dynastien eine weniger weit zurückreichende bedeutende Tradition vorweisen konnten. Erst seit dem späten 17. Jahrhundert und 18. Jahrhundert spielten sie eine politisch wichtigere Rolle in Europa. In den Worten von Matthias Eberle bemühten sich die Hohenzollern-Kaiser daher darum, „ihr Handeln in der Vergangenheit so darzustellen, als sei es immer schon auf die Einheit der Deutschen ausgerichtet gewesen: Preußen und Deutschland sollten als ein- und dasselbe wahrgenommen werden.“ Ein Beispiel für diese Art der Inszenierung ist das von einem Komitee aus Reichstagsabgeordneten und regionalen Honoratioren initiierte Niederwalddenkmal bei Rüdesheim am Rhein. Es warb in den Worten von Reinhard Alings für ein „hohenzollernschen Volks- und Heerkaisertum“. Kränze und das preußische Eiserne Kreuz am Fuß des obersten Sockels sowie eine Wappenreihe, in deren Zentrum der deutsche Reichsadler mit dem preußischen Wappenschild auf der Brust sitzt, verweisen auf eine monarchisch-militärische Tradition des Deutschen Reiches. Die unter dem Hauptrelief eingemeißelten Strophen des Liedes Die Wacht am Rhein sowie das Standbild der Germania mit Kaiserkrone in der rechten Hand referieren auf volkstümliche Elemente. Die zahlreich entstehenden Kaiser-Wilhelm-Denkmäler leiteten aus der kriegerisch vollzogenen Einigung Deutschlands die machtpolitische Schlussfolgerung ab, dass Kaiser und Militär auch künftig die Führung zustehe. Dieses Narrativ verlor jedoch nach 1900 allmählich an Rückhalt in der Bevölkerung. So verherrlichte das Kaiser-Wilhelm-Denkmal in Hamburg nicht mehr nur den Kaiser und das Militär, sondern auch den Hamburger Seehandel und Wohlstand. Auch die Kyffhäusersage wurde während des Kaiserreiches in Denkmäler überführt. Das 1896 fertiggestellte Kyffhäuserdenkmal zeigt den reitenden Wilhelm I. direkt über dem aus seinem Schlaf erwachenden Stauferkaiser Friedrich I. Barbarossa. Ganz im Sinne Wilhelm II., der die Einweihung durchführte, wird Wilhelm I. somit als Erfüller der Prophezeiung einer Reichswiederherstellung dargestellt. Auch auf dem Vorplatz der Goslarer Kaiserpfalz scheinen Wilhelm I. und Barbarossa auf ihren Denkmalssockeln Seite an Seite nebeneinanderher zu reiten. Auf diese Weise wird eine direkte Kontinuität zwischen dem mittelalterlichen und modernen Kaisertum suggeriert. Viele Zeitgenossen nannten Wilhelm I. in Anlehnung an Barbarossa (italienisch für Rotbart) daher auch Barbablanca oder Weißbart. Obwohl nach dem damals vorherrschenden Narrativ – wie es der Historiker Knut Görich zusammenfasst – „die Mission der Staufer, dem Reich eine europäische Hegemonialstellung zu sichern, an fürstlichen Partikularinteressen und am päpstlichen Widerstand gescheitert“ war, hätten die „Hohenzollern sie nun vollendet.“
Eine mögliche Anlehnung der Hohenzollern an das spätmittelalterliche Kaisertum schien hingegen problematisch, wie sich 1885 und 1887 beispielhaft zeigte: Da der deutsche Kronprinz Friedrich Wilhelm – der spätere deutsche Kaiser Friedrich III. – mit dem baldigen Tod Wilhelms I. rechnete, stellte er Überlegungen an, sich bei der Thronübernahme Friedrich IV. zu nennen. Damit hätte er sich in die Tradition von Kaiser Friedrich III. gestellt, einem Habsburger, der im 15. Jahrhundert römisch-deutscher Kaiser und Erzherzog von Österreich gewesen war. Friedrich Wilhelms Berater Franz von Roggenbach und Bismarck rieten entschieden von diesem Namen ab. Ihrer Ansicht konnte Friedrich sich als Hohenzollernherrscher nur als Nachfolger Friedrichs II. – besser bekannt als Friedrich der Große – präsentieren.

### Protestantische Deutung, Verschränkung mit Zukunftsmodellen und die Idee des „Volkskaisertums“

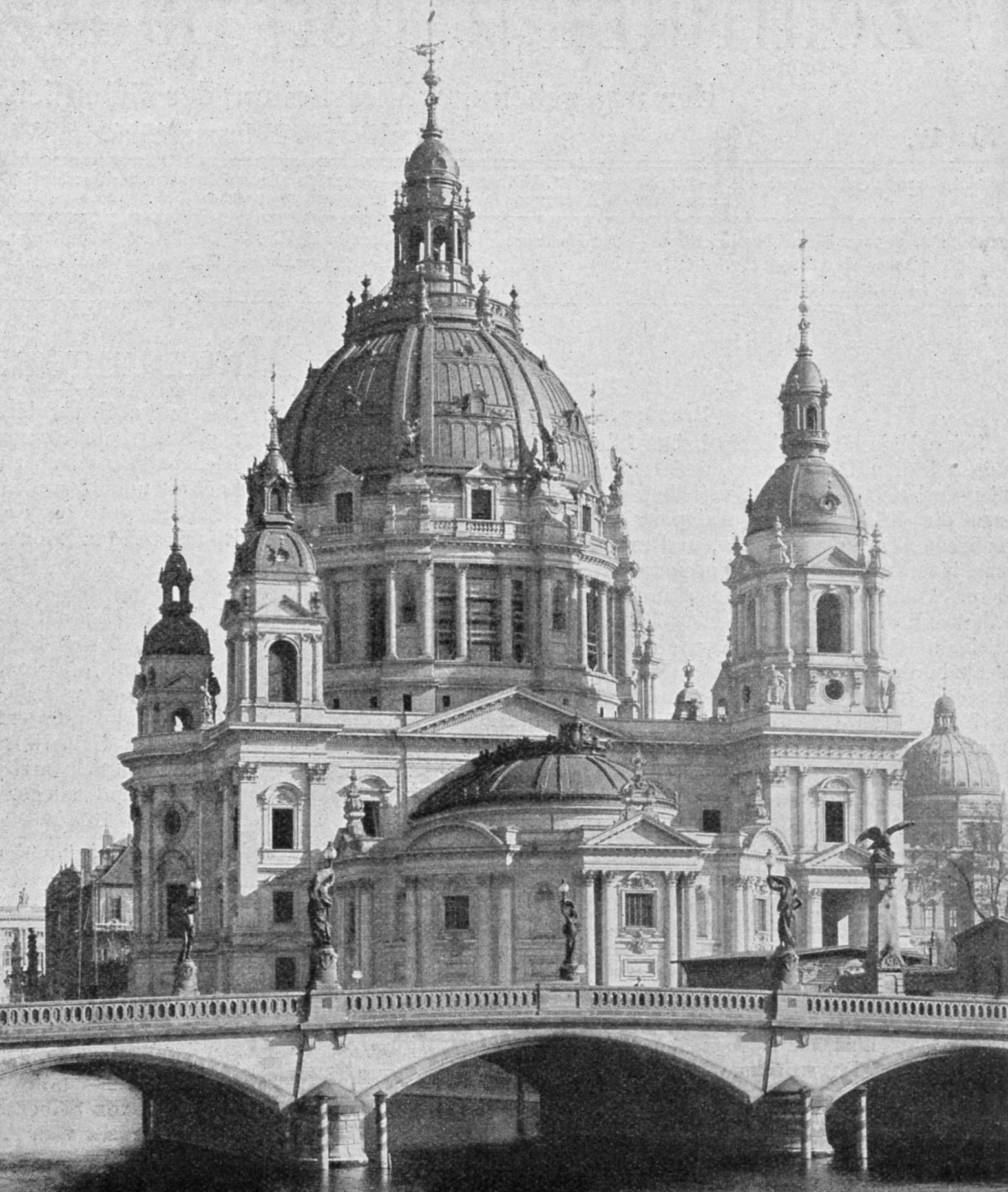
Symbol des protestantischen Führungsanspruches und Grablege der Hohenzollern: der Berliner Dom um 1905

Von Bedeutung war auch die protestantische Deutung des Kaisertums. Indem liberale Politiker, die Reichsregierung und kirchliche Kreise kurz nach der Reichsgründung ausdrücklich ein „evangelisches Kaisertum deutscher Nation“ beschworen, betonten sie während des antikatholischen Kulturkampfes die Vormachtstellung des Protestantismus im Reich. Die Propagierung eines „evangelisches Kaisertums“ hatte aber noch mehr identitätsstiftende Motive. Sie sollte das neue Kaisertum von dem katholisch-habsburgischen Kaiserreich in Österreich-Ungarn und auch dem Heiligen Römischen Reich abgrenzen. Der ideelle Rückgriff auf die Reformation sollte auch viele protestantische Nichtpreußen in das Deutsche Reich integrieren und mit dem Herrscherhaus versöhnen. Da durch diese konfessionelle Programmatik aber die katholische Bevölkerung ausgeschlossen wurde, wirkte sich das Vorgehen hemmend auf die deutsche Nationsbildung aus. Erst Wilhelm II. bemühte sich darum, als „Kaiser beider Konfessionen“ aufzutreten. Verfassungsrechtlich war das Kaisertum selbst nur indirekt religiös legitimiert. Nur die preußische Verfassung schrieb dem preußischen König eine Legitimation zu, die sich auf das Gottesgnadentum berief, die bismarcksche Reichsverfassung selbst räumte dem Kaiser keine solche Stellung ein. Durch die Personalunion der König- und Kaiserämter entstand dennoch ein im Wesentlichen auf Norddeutschland beschränkter „ungewöhnlicher Autoritätskomplex“ (Hans-Ulrich Wehler), der sich an das landesherrliche Kirchenregiment in Preußen anlehnte. Vor allem auf dem Land und in Kleinstädten stabilisierte diese kirchliche Aufladung das Kaisertum politisch. Um seinen imperialen Führungsanspruch zu verdeutlichen, ließ Wilhelm II. zwischen 1894 und 1905 in der deutschen Hauptstadt ein monumentales Gotteshaus errichten, den Berliner Dom. Er sollte der kaiserlichen Programmatik folgend als „protestantische Hauptkirche“ angesehen werden und eine architektonische Antwort auf den katholischen Petersdom der Päpste bilden. Der Kuppelbau war räumlich als Einheit mit dem benachbarten kaiserlichen Stadtschloss konzipiert.
Während des Kaiserreiches verschränkten die unterschiedlichen politischen Lager das Kaisertum auch mit vielen Zukunftsmodellen. Wolfgang J. Mommsen ordnet diese verschiedenen Kategorien zu: Die Partei der Nationalliberalen befürwortete demnach ein „Nationalkaisertum“, welches „die Einheit der deutschen Nation […] vollenden“ sollte. Das „imperiale Kaisertum“ sollte dem Reich eine politische Weltgeltung verschaffen. Insbesondere der Historiker Otto Hintze warb um eine solche Programmatik. Populistische Kreise um Friedrich Naumann forderten ein „Volkskaisertum“. Ein „Sozialkaisertum“ sollte sich wiederum für sozialstaatliche Maßnahmen einsetzen. Politische Realität wurde allerdings keines dieser Konzepte. Die große Wirkmacht des deutschen Kaisermythos schreibt die Historikerin Elisabeth Fehrenbach einer politischen Variabilität zu: Der „beliebig austauschbare politische Inhalt [… habe es ermöglicht,] Anhänger quer durch alle Parteien“ für die Kaiseridee zu gewinnen. Das propagierte Konzept eines Volkskaisertums wurde nach Einschätzung des Historikers Volker Weiß ein „wirksame[r] nationale[r] Integrationsmythos“. Er wurde konstruiert, um die weiterhin starken regionalpatriotischen Empfindungen und Treue zu den einzelnen Bundesfürsten zu überwinden. Befördert wurden solche Erwartungen vor der Jahrhundertwende um 1900 insbesondere von Wilhelm II. selbst. Durch Reisen, Reden und eine große Medienpräsenz versuchte er sich in der Rolle eines „auf Massen und Stimmungen reagierenden Politikers“, so Martin Kohlrausch. Das populistische Werben um die Gunst der Volksmassen wertete allerdings auch öffentliche Meinung auf, die sich zunehmend weniger zustimmend zum Kaiser und der Monarchie äußerten. Statt mit der Dynastie identifizierten sich die Deutschen nach Ansicht von Weiß mehr mit der Nation. Insbesondere während des Ersten Weltkrieges hätten viele Zeitgenossen das Kaisertum im Unterschied zur autoritären Militärverwaltung als nicht leistungsfähig genug wahrgenommen, der Kaisermythos verlor dadurch an Bedeutung und gab, wie einige Historiker argumentieren, einer völkischen, nicht mehr dynastisch legitimierten Führeralternative politischen Auftrieb.

## Ende des Kaisertums 1918

### Öffentlicher Ansehensverlust, Scheitern als Kriegsherr und Parlamentarisierung des Amtes

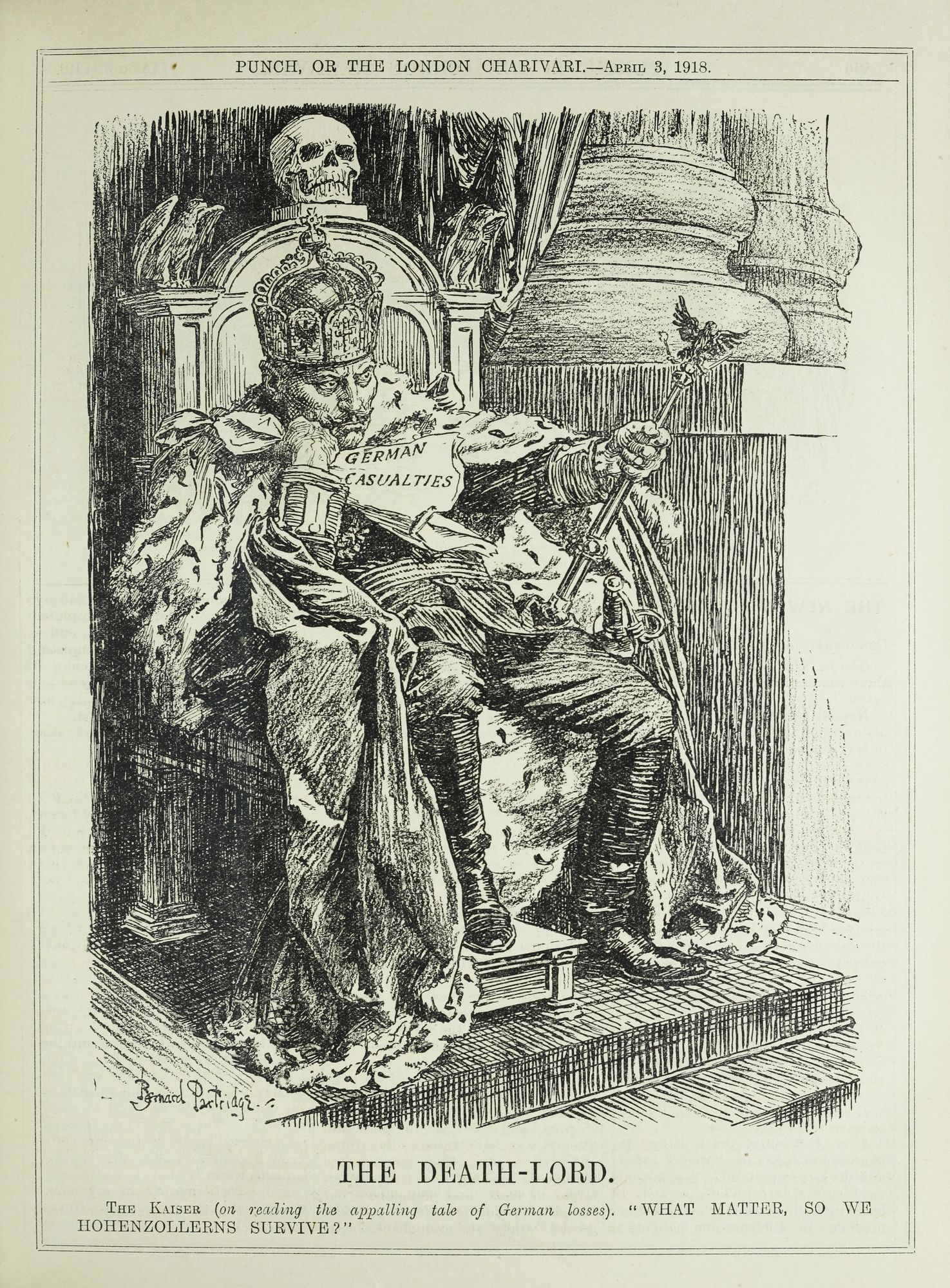
Britische Karikatur: Der deutsche Kaiser sitzt auf einem Thron und liest die Liste der deutschen Verluste während des Ersten Weltkrieges. Der Monarch wird als „The death-lord“ (der Todesfürst) tituliert, laut Bildunterschrift äußert er: „What matter, so we Hohenzollerns survive?“ – „Was macht es schon, solange wir Hohenzollern überleben?“ Zeitschrift Punch vom 3. April 1918

Das Kaisertum war bereits vor dem Ersten Weltkrieg in Teilen der Bevölkerung unpopulär. Sozialdemokraten und Liberale wurden dadurch verprellt, dass die Kaiser Reformen in Richtung einer parlamentarischen Monarchie blockierten. Auch das Fortbestehen des Dreiklassenwahlrechts in Preußen kostete der Monarchie Ansehen. Katholische Lager, die Frauenbewegung und die Avantgarde waren ebenfalls potenzielle Gegner des Kaisertums. Die Reden Wilhelms II., besonders die sogenannte Hunnenrede, hatten bereits mehrfach mediale Skandale ausgelöst und Debatten über die Grenzen „der verfassungsrechtlichen Rolle“ des Kaisers angestoßen. Im Ersten Weltkrieg erwies es sich als Problem, dass der Kaiser als die zentrale „Verkörperung von Staat und Nation“ angesehen wurde, denn in der öffentlichen Wahrnehmung wandelte er sich damit auch zum Symbol der deutschen Niederlage und der Versorgungsnot. Der ihm nominell zustehenden Rolle des obersten Kriegsherrn zeigte sich der entscheidungsschwache Wilhelm II. nicht gewachsen. Aus Sicht der militärischen und politischen Führung galt er als „Feigling“ und „unfähiger Feldherr“. An seiner Stelle gewannen die „Sieger der Schlacht bei Tannenberg“, die Generäle Paul von Hindenburg und Erich Ludendorff an Popularität.
Um einer Revolution in Deutschland vorzubeugen, ratifizierte Wilhelm II. am 28. Oktober 1918 eine Verfassungsänderung. Die sogenannten Oktoberreformen beschnitten die Macht des Kaisers deutlich. Wilhelm II. hoffte jedoch insgeheim noch, die Reformen später per Staatsstreich wieder rückgängig machen zu können. Die Oktoberreformen legten in Artikel 15 fest, dass der Reichskanzler „zu seiner Amtsführung das Vertrauen des Reichstages benötigt“. Im Kern hieß dies, dass der vom Kaiser ernannte Reichskanzler von dem Parlament gestürzt werden konnte. Eine gegen Mehrheitsverhältnisse gerichtete kaiserliche Politik war damit nicht länger möglich. Die konstitutionelle Stellung des Kaisers wandelte sich zu einer vollständig parlamentarischen.

### Abdankung und Flucht Wilhelms II.

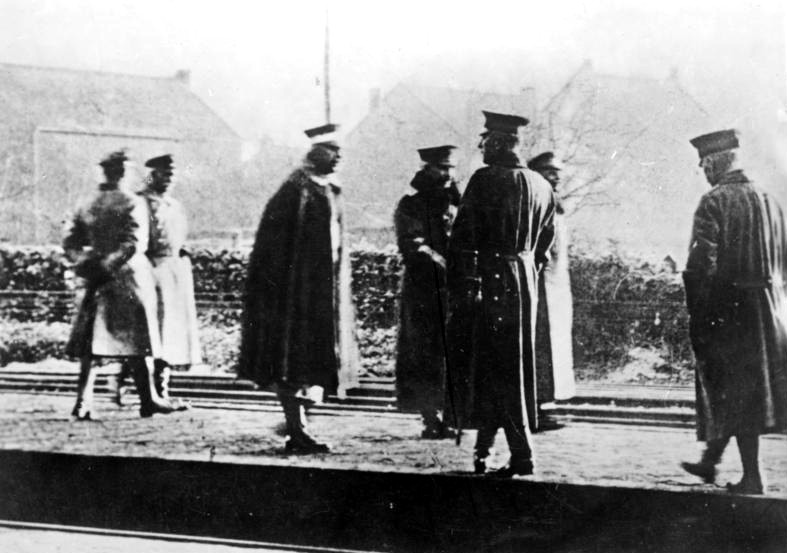
Wilhelm am belgisch-niederländischen Grenzübergang Eysden, 10. November 1918

All dies reichte jedoch zu einer Beruhigung der Bevölkerung nicht aus. Im Gegenteil wurde – auch aufgrund einer gelockerten Zensur – verstärkt die Abdankung des Kaisers gefordert. Von seiner Entmachtung versprachen sich Öffentlichkeit und Politik einen milderen Frieden. Sie interpretierten dabei insbesondere den Wortlaut des US-Präsidenten Woodrow Wilson in diese Richtung. Wilson hatte in einem Mitte Oktober an die deutsche Reichsregierung gerichteten Schreiben erklärt, dass „jede Willkür und Macht, die für sich allein und heimlich den Frieden der Welt stören kann“ abgeschafft werden müsse. Jene „Macht“, so Wilson weiter, habe „bisher die deutsche Nation beherrscht“. Aus Sorge um seine Sicherheit verließ der Kaiser Berlin und begab sich am 29. Oktober nach Spa, dem Sitz des Hauptquartiers der Obersten Heeresleitung. Wilhelm zeigte sich anschließend nur bereit, als deutscher Kaiser, nicht aber als preußischer König abzudanken. Friedrich Ebert, der Vorsitzende der Sozialdemokratischen Partei Deutschlands, trat für einen Erhalt der Monarchie ein, obgleich auch er einen Rücktritt Wilhelms II. für unabdingbar hielt. An die Stelle des Kaisers wollte Ebert einen Stellvertreter – einen Reichsverweser – setzen. Er ging davon aus, dass „das deutsche Volk noch nicht fähig sei, sich selbst zu regieren“ und daher zunächst einen demokratischen Ersatzkaiser benötige. Ebert sah Reichskanzler Max von Baden als für diese Aufgabe geeignet an. Als die Novemberrevolution die Hauptstadt Berlin erreichte, gab der Reichskanzler am 9. November 1918 eigenmächtig bekannt, Wilhelm habe als Kaiser und König abgedankt. Um den drohenden Bürgerkrieg zu verhindern, wollte er die Reichskanzlerschaft an Ebert übertragen. Dazu musste die Abdankung des Kaisers bereits feststehen, was die Eile miterklärt. Ernst Rudolf Huber kritisiert, dass Prinz Max bereits die Verfassung gebrochen habe: erstens durch die eigenmächtige Veröffentlichung einer angeblichen Abdankung, zweitens durch die Übertragung des Reichskanzleramts. Er hätte, nachdem er für eine Lücke an der Spitze des Reichs gesorgt hatte, diese Lücke auch schließen müssen. Er hätte sich nicht plötzlich auf eine fehlende Autorisation berufen sollen, sondern sich dazu bekennen müssen, dass er eine Reichsverweserschaft inzwischen für undurchführbar hielt. Im Deutschen Reich setzte sich schließlich eine parlamentarisch-demokratische Republik mit einer liberalen Verfassung durch, die Weimarer Republik.
Am 10. November 1918 gegen sieben Uhr morgens überschritt Wilhelm die Grenze zu den Niederlanden, wo er sein Exil fand und schließlich 1941 starb. Anhänger wie Gegner der Monarchie verurteilten Wilhelms Abreise als Fahnenflucht. Hier unterschrieb er schließlich am 28. November 1918 die Erklärung seiner Abdankung, wobei er die Beamten und Soldaten vom Treueid entband. Kronprinz Wilhelm folgte am 1. Dezember mit einer eigenen Erklärung. Damit war die Monarchie auch formell beendet.

### Restaurationspläne während der Weimarer Republik und des Nationalsozialismus
Dem Historiker Stephan Malinowski zufolge galt „die Flucht selbst im Kreis seiner engsten Vertrauten als schwerer Fehler, wenn nicht sogar als feiger Verrat an den Idealen des Adels“. Bestrebungen einer monarchistischen Wiedereinsetzung Wilhelms II. oder des gleichnamigen Kronprinzen hätten folglich keine große Rolle mehr gespielt. Laut Malinowski sehnte sich der ostelbische Adel Preußens nach Mussolinis Herrschaftsübernahme jedoch nicht selten nach einem neuen diktatorischen Protektor, einen „Führer“. Laut den Historikern Jacco Pekelder, Joep Schenk und Cornelis van der Bas gewannen in manchen konservativ-rechten Zirkeln bereits am Ende des Kaiserreiches die Vorstellung einer „kaiserlichen Diktatur auf Basis der Volksmassen“ an Bedeutung. Während der Weimarer Republik war ihr Ziel daher keine einfache Wiederherstellung der früheren Herrschaft Wilhelms II., sondern ein „Bündnis zwischen der Monarchie und einer Massenbewegung“ aus dem völkischen Spektrum. Die Historiker sehen teils Anknüpfungspunkte zum Bonapartismus, also dem populistischen Herrschaftsmodell der beiden französischen Kaiser Napoleon Bonaparte und Napoleon III. Der einstige deutsche Kronprinz wurde zu einem Anhänger dieser Idee eines „Volkskaisertums“ und plädierte dafür, dem Vorbild des faschistischen Italiens zu folgen. Unter Mussolini war das Königtum nicht abgeschafft worden, sondern existierte weiter. Monarchie und Führertum wurden daher auch in Deutschland nicht als sich ausschließende Gegensätze angesehen.

Einige prominente Politiker der Weimarer Republik standen Restaurationsbestrebungen zwar nicht ablehnend gegenüber, hielten sie aber kurz- und mittelfristig für unrealistisch. So ließ Reichspräsident Paul von Hindenburg dem Adjutanten des Ex-Kaisers – welcher Geburtstagsgrüße übermitteln sollte – alljährlich mitteilen: 

„Nun, Sie wissen ja am besten, wie ich zu meinem Kaiser und Könige stehe und wie ich bestimmt hoffe, seinen Platz hier für ihn offen halten zu können.“

 Hindenburg war nach Ansicht des Historikers Wolfram Pyta der Überzeugung, dass nach den politischen Entwicklungen nach 1918 eine Restauration des Kaisertums erst von dem deutschen Volk mehrheitlich unterstützt werden musste, bevor sie verwirklicht werden konnte. Wie Hindenburg vertagte auch Kuno von Westarp, einer der Gründer der Deutschnationalen Volkspartei, die Neubelebung des Kaisertums in die Zukunft: Angesichts des erlittenen Imageschadens unter Wilhelm II. lasse sich das Amt künftig nicht gewaltsam per Staatsstreich wiederherstellen. Westarp meinte vielmehr, dass propagandistisch für die kaiserliche Monarchie geworben werden müsse. Als eine Art Ersatzkaiser wurde in konservativen Kreisen Reichspräsident Hindenburg angesehen. Mit ihm verbanden Eliten und partiell auch das Bürgertum, so Rüdiger Hachtmann, Wünsche nach einer Rückkehr zu einem „kleindeutschen Kaiserreich Bismarck’scher Coleur“. Reichskanzler Heinrich Brüning fasste, wie er in seinen Memoiren festhielt, den Plan einen „richtigen Augenblick [abzuwarten], um an die Stelle des Präsidenten wieder einen Monarchen zu setzen“. An die Hohenzollern wurde dabei jedoch oft nicht gedacht, da der ehemalige Kaiser und Kronprinz beschuldigt wurden, am Ende des Ersten Weltkrieges desertiert zu sein. Auch andere frühere Bundesfürsten machten Ansprüche auf eine künftige Krone geltend, sodass es keinen unumstrittenen Anwärter gab.
Einige Familienmitglieder der Hohenzollern hofften mit Unterstützung von Politikern der Nationalsozialistischen Deutschen Arbeiterpartei auf den Thron zurückkehren zu können. Hermann Göring nutzte solche Erwartungen, indem er dem früheren Wilhelm II. bei einem Treffen am 18./19. Januar 1931 versicherte, „daß wohl der Kaiser zurückkehren müsse, [… während] die anderen deutschen Fürsten […] nicht mehr auf ihren Thron zurück[kommen]“ würden. Der frühere Kaiser schwankte zwar in seiner Unterstützung für die Nationalsozialisten, war aber laut Volker Knopf und Uwe Neumärker doch „zu einem Bündnis mit der Bewegung bereit“. Prinz August Wilhelm von Preußen plädierte ganz offen für eine Zusammenarbeit. Auch der ehemalige Kronprinz Wilhelm pflegte freundschaftliche Kontakte zu Göring, was den Nationalsozialisten Zutritt zu den Eliten des ehemaligen Kaiserreiches verschaffte. Der Vorsitzende der NSDAP, Adolf Hitler sah das symbolische Potenzial einer Annäherung an Mitglieder der ehemaligen Kaiserfamilie. Vor allem wollte er durch die persönliche Bande zum Ex-Kronprinzen Anerkennung bei Hindenburg gewinnen. Der Reichspräsident hatte bis 1933 an General Kurt von Schleicher als Reichskanzler festgehalten und diesen gegenüber Hitler vorgezogen. Im Januar 1933 änderte sich dies: Hindenburg ernannte Hitler zum Reichskanzler.
Hitler selbst lehnte eine Restauration der Monarchie ab, knüpfte teilweise aber an deren Symbolik an. So ließ er das frühere kaiserliche Schloss in Posen zu einer „Führerresidenz“ umbauen und nutzte Möbel aus der Yacht Wilhelms II. weiter. Bei dem sogenannten Tag von Potsdam, bei dem die Eröffnung des neuen Reichstags am 21. März 1933 feierlich begangen wurde, inszenierte das nationalsozialistische Regime eine Symbiose zwischen dem alten Kaiserreich und dem „Dritten Reich“. Ein leerer Stuhl sollte dabei den abwesenden Kaiser repräsentieren. Auch der Ex-Kronprinz und Reichspräsident Hindenburg nahmen an der Zeremonie am Grab des preußischen Königs, Friedrich des Großen in der Garnisonskirche teil. Das Verhältnis zu den Monarchisten kühlte jedoch ab 1934 deutlich ab. Im Januar wurden Festivitäten aus Anlass des Kaisergeburtstages behindert und im Februar alle monarchistischen Organisationen verboten.